# البرلمان الأوروبي
البرلمان الأوروبي (بالإنجليزية: European Parliament)‏ ويسمى اختصاراً (بالإنجليزية: EP)‏ هو واحد من ثلاث هيئات تمثل السلطة التشريعية في الاتحاد الأوروبي وأحد مؤسساته السبع. يتولى البرلمان الأوروبي التشريع جنباً إلى جنب مع مجلس الاتحاد الأوروبي عادةً بناءً على اقتراح من المفوضية الأوروبية. يتكون البرلمان من 705 أعضاء (MEPs) منتخبين بالانتخاب المباشر. وهو يمثل ثاني أكبر ديمقراطية انتخابية في العالم (بعد البرلمان الهندي) وأكبر دائرة انتخابية ديمقراطية عبر وطنية في العالم (375 مليون ناخب مؤهل في عام 2009). ويوصف بأنه واحد من أقوى الهيئات التشريعية في العالم.
يُنتخب أعضاء البرلمان الأوروبي بطريقة مباشرة كل خمس سنوات بالاقتراع العام منذ عام 1979 من قبل مواطني الاتحاد الأوروبي. شهدت انتخابات 1979 أعلى إقبال للناخبين وبعدها استمر الإقبال بالتراجع حتى 2019 الذي شهد ارتفاعاً بثماني نقاطٍ مئويةٍ لتتجاوز 50% للمرة الأولى منذ انتخابات البرلمان الأوروبي 1994.
وعلى الرغم من أن البرلمان الأوروبي يملك سلطة التشريع [التصويت على مشاريع القوانين]، إلا أنه لا يملك المبادرة التشريعية [سلطة اقتراح مشاريع القوانين] التي تمتلكها البرلمانات الوطنية للدول الأعضاء في الاتحاد الأوروبي. البرلمان هو المؤسسة الأولى للاتحاد الأوروبي ولديه الأسبقية الاحتفالية والرسمية [البروتوكولية] على جميع السلطات الأخرى على المستوى الأوروبي، ويشارك بحصص متساوية في السلطة التشريعية، وفيما يخص الموازنة المشتركة للاتحاد مع المجلس الأوروبي (مع بعض الاستثناءات في حالات خاصة متعلقة بالجانب التشريعي). أخيراً المفوضية الأوروبية -التي هي الذراع التنفيذية للاتحاد الأوروبي- هي عرضة للمساءلة أمام البرلمان.
يرأس رئيس البرلمان الأوروبي غرفة متعددة الأحزاب تضم أكبر خمس مجموعات هي كتلة حزب الشعب الأوروبي (EPP) والتحالف التقدمي للاشتراكيين والديمقراطيين (S&D) وتجديد أوروبا (RE) والخضر/التحالف الأوروبي الحر (Greens-EFA) والهوية والديمقراطية (ID). جرت آخر انتخابات على مستوى الاتحاد الأوروبي في عام 2019.
يقع المقر الرئيسي للبرلمان في مدينة ستراسبورغ الفرنسية، وله مكاتب إدارية في مدينة لوكسمبورغ. تعقد الجلسات العامة في ستراسبورغ وكذلك في بروكسل عاصمة بلجيكا، بينما تعقد اجتماعات لجان البرلمان بشكل رئيسي في بروكسل.

## التاريخ
البرلمان الأوروبي مثل بقية مؤسسات الاتحاد الأوروبي لم يكن بشكله الحالي عندما اجتمع للمرة الأولى في 10 أيلول / سبتمبر 1952. إنه يُعد أحد أقدم المؤسسات المشتركة، بدأ باسم «الجمعية المشتركة» في الجماعة الأوروبية للفحم والصلب (ECSC). كان جمعية استشارية مكونة من 78 برلمانياً من أعضاء البرلمانات الوطنية للأعضاء، ولم تمتلك هذه «الجمعية المشتركة» أي سلطة تشريعية.
يُظهر تطوره منذ تأسيسه كيف تطورت هياكل الاتحاد الأوروبي بدون «خطة رئيسية» واضحة. قال البعض -مثل توم ريد من صحيفة واشنطن بوست- عن الاتحاد: «ما كان لأحد أن يصمم عمداً حكومة معقدة وزائدة عن الحاجة مثل الاتحاد الأوروبي». حتى مقرّي البرلمان تغيّرا عدة مرات نتيجة لاتفاقات مختلفة أو لعدم وجود اتفاقيات. على الرغم من أن معظم أعضاء البرلمان الأوروبي يفضّلون أن يكون مقرهم في بروكسل فقط، إلا أنه في قمة إدنبرة التي عقدها جون ميجر عام 1992 ضمّنت فرنسا تعديلاً على المعاهدة للحفاظ على المقر العام للبرلمان بشكل دائم في ستراسبورغ.

### الجمعية الاستشارية
لم يرد ذكر البرلمان في إعلان شومان الأصلي، إذ كان من المفترض أو المأمول أن تُحل الصعوبات مع البريطانيين بالسماح للجمعية البرلمانية لمجلس أوروبا بأداء مهامها. قُدمت جمعية منفصلة أثناء المفاوضات حول المعاهدة كمؤسسة من شأنها أن توازن وتراقب السلطة التنفيذية مع توفير الشرعية الديمقراطية. أظهرت صياغة معاهدة إنشاء الجماعة الأوروبية للفحم والصلب رغبة القادة بأكثر من جمعية استشارية عادية حيث استخدموا مصطلح «ممثلو الشعب» وسمحوا بالانتخاب المباشر. وقد سُلط الضوء على أهميتها المبكرة عندما كُلفت الجمعية بمهمة وضع مشروع معاهدة لإنشاء الجماعة السياسية الأوروبية. بموجب هذه الوثيقة،أُنشأت الجمعية المخصصة في 13 أيلول / سبتمبر 1952 مع أعضاء إضافيين، ولكن بعد فشل جماعة الدفاع الأوروبية المقترحة (بسبب فيتو البرلمان الفرنسي) أُسقط المشروع.
على الرغم من ذلك أُنشئت الجماعة الاقتصادية الأوروبية والجماعة الأوروبية للطاقة الذرية في عام 1958 من خلال معاهدة روما. كانت الجمعية العامة مشتركة بين المجتمعات الثلاثة (التي كان لها مدراء تنفيذيون منفصلون) وأعادت تسمية نفسها باسم الجمعية البرلمانية الأوروبية. عُقد الاجتماع الأول في 19 آذار / مارس 1958 في مدينة لوكسمبورغ، وانتخبت الجمعية روبير شومان رئيساً لها وفي 13 أيار / مايو أعادت ترتيب نفسها وفقاً للأيديولوجية السياسية بدلاً من الجنسية. يُنظر إلى هذا على أنه ميلاد البرلمان الأوروبي الحديث، حيث أقيمت احتفالات البرلمان بمرور 50 عاماً في آذار / مارس 2008 بدلاً من 2002.
دمجت المجتمعات الثلاث أجهزتها المتبقية باسم المجموعات الأوروبية في عام 1967، وتغير اسم الهيئة إلى «البرلمان الأوروبي» الحالي في عام 1962. في عام 1970 مُنح البرلمان سلطة على مجالات موازنة المجموعات، والتي وُسعت لتشمل الموازنة بأكملها في عام 1975. بموجب معاهدة روما على البرلمان أن يكون منتخباً. ومع ذلك كان مطلوباً من المجلس الموافقة مسبقاً على نظام تصويت موحد، وهو ما فشل في تحقيقه. وهدد البرلمان بإحالة المجلس إلى محكمة العدل الأوروبية. أدى ذلك إلى حل وسط يوافق المجلس بموجبه على إجراء انتخابات، لكن مسألة أنظمة التصويت ستؤجل إلى موعد لاحق.

### البرلمان المنتخب

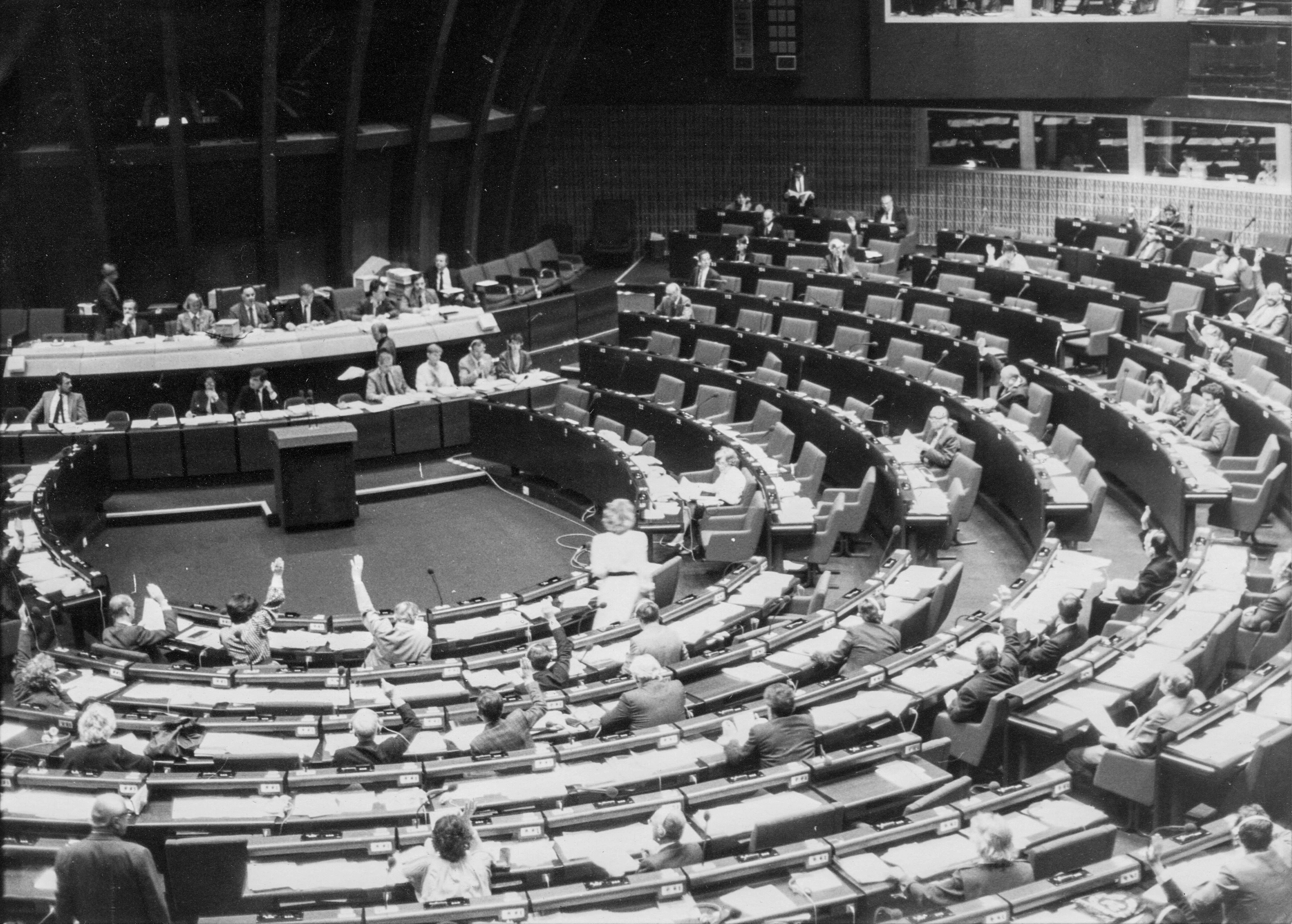
جلسة عامة في نيسان / أبريل 1985 في قصر أوروبا بمدينة ستراسبورغ - فرنسا حيث كان مقر البرلمان الأوروبي حتى عام 1999.

في عام 1979 انتخاب الأعضاء بصورة مباشرة للمرة الأولى وهذا ما يميزه عن أعضاء المؤسسات المماثلة مثل الجمعية البرلمانية لمجلس أوروبا أو البرلمان الأفريقي المعينين. وعقدت أول جلسة للبرلمان المنتخب في 11 تموز / يوليو 1979 وفيها جرى انتخاب سيمون فاي المحامية الفرنسية رئيسة للبرلمان وكانت أول امرأة تنتخب لهذا المنصب منذ بداية تأسيس البرلمان كجمعية مشتركة في 1952. ومن حينها بدأ يمارس عمله كهيئة منتخبة تهتم بتطوير العمل الأوروبي ومناقشة المقترحات التي تتناول سير عمل الاتحاد الأوروبي.
بصفته هيئة منتخبة بدأ البرلمان في صياغة مقترحات تتعلق بعمل الاتحاد الأوروبي. على سبيل المثال في عام 1984 صاغ مسودة «معاهدة إنشاء الاتحاد الأوروبي» (المعروفة أيضاً باسم «خطة سبينيلي» على اسم مقررها ألتييرو سبينيلي) مستوحاة من عمله السابق في الجماعة السياسية. على الرغم من عدم اعتمادها نّفّذ العديد من الأفكار لاحقاً من خلال معاهدات أخرى. علاوة على ذلك بدأ البرلمان في إجراء التصويتات على رؤساء المفوضية المقترحين منذ الثمانينيات قبل منحه أي حق نقض رسمي.
وبعدما دخلت معاهدة لشبونة قيد التنفيذ في 1 كانون الأول / ديسمبر 2009 وفيها ضُمنت سلطة البرلمان على كامل موازنة الاتحاد الأوروبي مانحة صلاحيات تشريعية للبرلمان مماثلة لتلك الممنوحة للمجلس الأوروبي.
منذ أن أصبح هيئة منتخبة توسعت عضوية البرلمان الأوروبي بمجرد انضمام دول جديدة (زاد عدد الأعضاء في عام 1994 بعد إعادة توحيد ألمانيا). بعد ذلك فرضت معاهدة نيس حداً أقصى لعدد الأعضاء المنتخبين وهو 732 عضو.
مثل المؤسسات الأخرى لم يُحدد مقر البرلمان بعد. وضعت الترتيبات المؤقتة البرلمان في ستراسبورغ بينما كان لكل من المفوضية والمجلس مقار في بروكسل. وفي عام 1985 بنى البرلمان غرفة ثانية في بروكسل رغبة منه في أن يكون أقرب إلى هذه المؤسسات، ونقل بعض أعماله إلى هناك رغم احتجاجات بعض الدول. توصل المجلس الأوروبي في نهاية المطاف إلى اتفاق نهائي في عام 1992، وذكر أن البرلمان سيحتفظ بمقره الرسمي في ستراسبورغ حيث ستعقد اثنتا عشرة جلسة في السنة، ولكن تقام جميع الأنشطة البرلمانية الأخرى في بروكسل. طعن البرلمان بهذا الترتيب المكون من مقرين، ولكن ثُبت لاحقاً في معاهدة أمستردام. ومازال مقرا المؤسسة حتى يومنا هذا مصدر خلاف.
اكتسب البرلمان المزيد من الصلاحيات من المعاهدات المتتالية من خلال توسيع الإجراءات التشريعية، وفي عام 1999 أجبر البرلمان مفوضية سانتر على الاستقالة. وكان البرلمان قد رفض الموافقة على موازنة الجماعة بسبب مزاعم الاحتيال وسوء الإدارة في المفوضية. اتخذ الحزبان الرئيسيان ديناميكية الحكومة والمعارضة لأول مرة خلال الأزمة التي انتهت باستقالة المفوضية بشكل جماعي، وهي أول استقالة قسرية من نوعها في مواجهة لوم وشيك من البرلمان.

### ضغط البرلمان على المفوضية
مارس البرلمان مرة أخرى ضغوطاً على المفوضية بعد انتخابه عام 2004 (والتي تعتبر أكبر انتخابات عابرة للحدود في التاريخ) على الرغم من اختيار المجلس الأوروبي لرئيس من أكبر مجموعة سياسية (EPP)، فخلال جلسات الاستماع في البرلمان للمفوضين المقترحين، أثار أعضاء البرلمان الأوروبي شكوكاً حول بعض المرشحين مع لجنة الحريات المدنية الذين رفضوا ترشيح روكو بوتيجليون لمنصب مفوض العدل والحرية والأمن بسبب آرائه حول المثلية الجنسية. كانت تلك هي المرة الأولى التي يصوت فيها البرلمان ضد مفوض مرشح، وعلى الرغم من إصرار باروسو على بوتيجليون أجبر البرلمان بوتيجليون على الانسحاب. كما سُحب عدد من المفوضين الآخرين أو أعيد تكليفهم قبل أن يسمح البرلمان لمفوضية باروسو بتولي مهامها.
إلى جانب تمديد الإجراء التشريعي العادي أعطت الولاية الديمقراطية للبرلمان سيطرة أكبر على التشريعات المتعلقة بالمؤسسات الأخرى. على سبيل المثال في التصويت على التوجيه الخاص بالخدمات في السوق الداخلية لعام 2006 (أو ما يطلق عليه اسم توجيه بولكستين) صوت البرلمان بأغلبية كبيرة على أكثر من 400 تعديل غيرت المبدأ الأساسي للقانون.
في عام 2007 أشرك للمرة الأولى مفوض العدل فرانكو فراتيني البرلمان في المحادثات حول نظام معلومات شنغن الثاني على الرغم من أن أعضاء البرلمان الأوروبي كانوا بحاجة فقط إلى التشاور بشأن أجزاء من الحزمة. بعد تلك التجربة أشار فراتيني إلى أنه يرغب في إدخال البرلمان في جميع شؤون العدل والشؤون الجنائية، الأمر الذي جعل الأعضاء -بشكل غير رسمي- يستبقون السلطات الجديدة التي قد يكتسبونها كجزء من معاهدة لشبونة. بين عامي 2007 و 2009، نفذت مجموعة العمل الخاصة بالإصلاح البرلماني سلسلة من التغييرات لتحديث المؤسسة مثل زيادة وقت التحدث للمقررين، وزيادة تعاون اللجان، وإصلاحات أخرى لرفع الكفاءة.

### التاريخ الحديث
دخلت معاهدة لشبونة حيز التنفيذ في 1 كانون الأول / ديسمبر 2009، ومنحت البرلمان صلاحيات على موازنة الاتحاد الأوروبي بأكملها، مما يجعل السلطات التشريعية للبرلمان مساوية لسلطات المجلس في جميع المجالات تقريباً وربط تعيين رئيس المفوضية بالانتخابات البرلمانية. على الرغم من بعض الدعوات للأحزاب لتقديم المرشحين، إلا أن حزب الشعب الأوروبي (EPP) الذي أعاد تأمين موقعه كأكبر حزب، كان له الفضل في إعادة تعيين باروسو.
حصل باروسو على دعم المجلس الأوروبي لولاية ثانية وفي أيلول / سبتمبر 2009 حصل على دعم البرلمان بأغلبية 382 صوت مقابل 219 وامتناع 117 عضو عن التصويت، وذلك بدعم من حزب الشعب الأوروبي والمحافظين والإصلاحيين الأوروبيين وتحالف الليبراليين والديمقراطيين من أجل أوروبا. لم يدعم الليبراليون باروسو إلا بعد أن قدم لهم عدداً من التنازلات، حيث انضم الليبراليون سابقاً إلى دعوة الاشتراكيين لتأجيل التصويت (أراد حزب الشعب الأوروبي الموافقة على باروسو في يوليو من ذلك العام).
ما أن قدم باروسو مرشحيه لمفوضيته التالية، حتى ظهرت فرصة أخرى للحصول على تنازلات. حيث أجبر البرلمان المرشحة البلغارية روميانا جيليفا على التنحي بسبب مخاوف بشأن خبرتها ومصالحها المالية، حيث كانت تحصل فقط على دعم حزب الشعب الأوروبي الذي بدأ في الانتقام من المرشحين اليساريين قبل أن تستسلم جيليفا وترشيح بديلاً لها.
قبل التصويت النهائي، طالب البرلمان بعدد من التنازلات كجزء من اتفاقية العمل المستقبلية بموجب معاهدة لشبونة الجديدة. وتتضمن الاتفاقية حضور رئيس البرلمان اجتماعات المفوضية رفيعة المستوى. حصول البرلمان على مقعد في المفاوضات الدولية التي تقودها مفوضية الاتحاد الأوروبي وله الحق في الحصول على معلومات عن الاتفاقيات. ومع ذلك، لم يحصل البرلمان سوى على مقعد مراقب فقط. كما لم يحدث توافق على أن يكون للبرلمان رأي في تعيين رؤساء الوفود والممثلين الخاصين للسياسة الخارجية على الرغم من أنهم سيمثلون أمام البرلمان بعد أن يعينهم الممثل السامي. كانت إحدى القوى الرئيسية لباروسو هي أن البرلمان أراد أن يتعهد من المفوضية بتقديم تشريعات عندما يطلب البرلمان ذلك، حيث اعتبر باروسو هذا انتهاكاً لسلطات المفوضية لكنه وافق على الرد في غضون ثلاثة أشهر. وردّت المفوضية بالفعل الرد على معظم الطلبات بشكل إيجابي.
أثناء إنشاء الدائرة الأوروبية للشؤون الخارجية (EEAS)، استخدم البرلمان سيطرته على موازنة الاتحاد الأوروبي للتأثير على شكل الدائرة. كان أعضاء البرلمان الأوروبي يهدفون للحصول على إشراف أكبر عليها من خلال ربطها بالمفوضية ووجود نواب سياسيين للممثل السامي. لم يتمكن أعضاء البرلمان الأوروبي من الحصول على كل ما طلبوه. ومع ذلك، فقد حصلوا على سيطرة مالية أوسع على الهيئة الجديدة. وفي كانون الثاني / يناير 2019، دعم أعضاء البرلمان الأوروبي المحافظون مقترحات لتعزيز الفرص للنساء والتصدي للتحرش الجنسي في البرلمان الأوروبي.
في العام 2022، تم اعتقال أربعة أشخاص بسبب الفساد فيما أصبح يعرف لاحقاً بفضيحة فساد قطر في البرلمان الأوروبي.

## السلطات والوظيفة
يمكن اعتبار البرلمان غرفة برلمانية ضمن مجلس تشريعي مكون من غرفتين حيث يّعتبر مجلس الاتحاد الأوروبي الغرفة الثانية. ومع ذلك، هناك بعض الفرق بين السلطة التشريعية للاتحاد والسلطة التشريعية على المستوى الوطني للأعضاء، على سبيل المثال لا يتمتع أي من البرلمان أو المجلس بحق المبادرة التشريعية مع بعض الاستثناءات للمجلس فيما يخص الأمور الحكومية الدولية. فيما يخص مواضيع الجماعة الاقتصادية فهي من اختصاص المفوضية الأوروبية التي تمثل السلطة التنفيذية للاتحاد الأوروبي. ولذلك، في حين أن البرلمان يمكنه أن يعدل ويرفض التشريعات المقترحة، لكن يظل تقديم اقتراح مشاريع القوانين وصياغتها من اختصاص المفوضية. إلا أن قيمة هذه السلطة موضع شك من خلال الإشارة إلى أنه في الهيئات التشريعية الوطنية للدول الأعضاء، فإن 85٪ من المبادرات المقدمة دون دعم من السلطة التنفيذية تفشل في التحول إلى قانون. ومع ذلك، فقد جادل رئيس البرلمان السابق هانز جيرت بوترينغ بأنه بما أن البرلمان له الحق بمطالبة المفوضية بصياغة التشريعات، وبما أن المفوضية تتابع مقترحات البرلمان أكثر فأكثر، فإن البرلمان لديه فعلاً بحكم الأمر الواقع الحق بالمبادرة في التشريع.
كما يتمتع البرلمان بقدر كبير من التأثير غير المباشر، من خلال القرارات غير الملزمة وجلسات استماع لجانه، ووجود الآلاف من الصحفيين المقيمين في بروكسل. كما له أيضاً تأثير غير مباشر على السياسة الخارجية؛ حيث يجب أن يوافق البرلمان على جميع منح التنمية، بما في ذلك المنح الخارجية. على سبيل المثال، كان إلزامياً الحصول على دعم البرلمان في حالات المساعدة بإعادة إعمار العراق بعد الحرب، أو حوافز وقف التطوير النووي الإيراني. أو تنفيذ صفقة مشاركة بيانات الركاب عبر المحيط الأطلسي مع الولايات المتحدة. أخيراً، يجري البرلمان تصويت غير ملزم على معاهدات الاتحاد الأوروبي الجديدة ولكن لا يمكنه الاعتراض عليها. ومع ذلك، عندما هدد البرلمان بالتصويت ضد معاهدة نيس، قال برلماني كلاً من بلجيكا وإيطاليا أنهما سيستخدمان حق النقض ضد المعاهدة نيابة عن البرلمان الأوروبي.

### الإجراءات التشريعية
تتوسع صلاحيات البرلمان مع كل معاهدة جديدة من حيث دوره في الإجراءات التشريعية للاتحاد. الإجراء الذي أصبح مهيمناً ببطء هو «الإجراء التشريعي الاعتيادي» (المسمى سابقاً «إجراء القرار المشترك»)، والذي يوفر سلطة متساوية بين البرلمان والمجلس. بموجب الإجراء تقدم المفوضية اقتراحاً إلى البرلمان والمجلس ولا يمكن أن يصبح المقترح قانوناً إلا إذا اتفق كلاهما على نصه، وهو ما يتم (أو لا يتم) التوافق عليه من خلال قراءات متتالية بحد أقصى ثلاثة. في القراءة الأولى، يحق للبرلمان إرسال تعديلات إلى المجلس الذي يمكنه إما اعتماد النص مع تلك التعديلات أو إعادة «موقف مشترك». قد يوافق البرلمان على هذا الموقف، أو قد يرفض النص بالأغلبية المطلقة، مما يؤدي إلى إخفاقه، أو قد يعتمد تعديلات أخرى، أيضًا بأغلبية مطلقة. إذا لم يوافق المجلس على ذلك، تُشكّل «لجنة توفيق». تتكون اللجنة من أعضاء المجلس بالإضافة إلى عدد مساوي من أعضاء البرلمان الأوروبي بهدف الاتفاق على حل وسط. بمجرد التوصل إلى حل مشترك، يجب أن يوافق عليه البرلمان بأغلبية بسيطة. كون البرلمان هو المؤسسة الوحيدة التي حصلت على تفويضها من خلال الديمقراطية المباشرة، فإن هذا يمنحه مساحة أكبر للسيطرة على التشريعات أكثر من المؤسسات الأخرى، على سبيل المثال على التغييرات التي أدخلت على توجيه بولكستين في عام 2006.
هناك مجالات قليلة أخرى تعمل بالإجراءات التشريعية الخاصة هي العدل والشؤون الداخلية والموازنة والضرائب وجوانب معينة من مجالات السياسة الأخرى، مثل الجوانب المالية للسياسة البيئية. في هذه المجالات، يقر المجلس أو البرلمان القانون بمفرده. يعتمد الإجراء أيضاً على نوع القانون التأسيسي. يحمل التنظيم أقوى سلطة وهو إلزامي التطبيق بشكل مباشر في مجمله وهو بمثابة قانون تشريعي. ثم هناك التوجيه وهو يلزم الدول الأعضاء بأهداف معينة يجب عليهم تحقيقها. وذلك من خلال قوانينهم الخاصة وبالتالي لديهم مجال للمناورة في اتخاذ القرار بشأنها. القرار هو أداة تركز على شخص أو مجموعة معينة وقابلة للتطبيق بشكل مباشر. قد تصدر المؤسسات أيضاً توصيات وآراء تكون مجرد تصريحات غير ملزمة. هناك وثيقة أخرى لا تتبع الإجراءات العادية. هي «التصريح المكتوب» وهو وثيقة مقترحة من قبل ما يصل إلى خمسة من أعضاء البرلمان بشأن مسألة ضمن أنشطة الاتحاد الأوروبي وتُستخدم لإطلاق نقاش حول هذا الموضوع. في حال نشر المقترح خارج الدورة التشريعية، يمكن للأعضاء التوقيع عليه، وإذا وقعت الأغلبية عليه، يُرسل إلى الرئيس ليعلن جلسة عامة قبل إرساله إلى المؤسسات الأخرى وتدوينه رسمياً في المحضر.

### الموازنة
يتمتع رسمياً الفرع التشريعي من الاتحاد بسلطة موازنة الاتحاد مع الصلاحيات المكتسبة من خلال معاهدتي الموازنة في السبعينيات ومعاهدة لشبونة. تخضع موازنة الاتحاد الأوروبي لشكل من الإجراءات التشريعية العادية بقراءة واحدة تمنح البرلمان سلطة على الموازنة بأكملها (قبل عام 2009، كان تأثير البرلمان مقصوراً على مجالات معينة) وذلك على قدم المساواة مع المجلس. إذا كان هناك خلاف بينهما، يُعرض على لجنة التوفيق كما هو الحال بالنسبة للمقترحات التشريعية. إذا لم يوافق البرلمان على نص التوفيق المشترك، فيجوز له اعتماد الموازنة بشكل نهائي.
كما أن البرلمان مسؤول أيضاً عن متابعة الصرف من الموازنات السابقة بناءً على التقرير السنوي الصادر عن محكمة المدققين الأوروبية. وقد رفض البرلمان الموافقة على الموازنة مرتين فقط، في عام 1984 وفي عام 1998. وفي المرة الأخيرة، أدى هذا الرفض إلى استقالة مفوضية سانتر وذلك كمثال عن التأثير الكبير للبرلمان على المفوضية بسبب سلطته على الموازنة. كما يستخدم البرلمان سلطاته على الموازنة وغيرها بشكل مكثف، على سبيل المثال عند تأسيس الدائرة الأوروبية للشؤون الخارجية كان لدى البرلمان حق الفيتو بحكم الأمر الواقع على شكل الدائرة، حيث كانت موافقته ضرورية لإقرار التعديلات في الموازنة والموظفين.

### الرقابة على السلطة التنفيذية
يقترح المجلس الأوروبي المرشح لمنصب رئيس المفوضية الأوروبية وفق نتائج الانتخابات الأوروبية للبرلمان. هذا الاقتراح يجب أن يوافق عليه البرلمان بأغلبية بسيطة. بعد موافقة رئيس المفوضية، يقوم الرئيس باقتراح أعضاء المفوضية بالاتفاق مع الدول الأعضاء. كل مفوض مقترح يخضع لجلسة استماع أمام اللجنة البرلمانية ذات الصلة بالحقيبة المرشح لها. ثم يصوّت البرلمان على المفوضية ككل للموافقة أو الرفض.
من الناحية العملية، لم يحدث أن صوت البرلمان ضد رئيس أو مفوضيته، ولكن لوح البرلمان بذلك عند طرح مفوضية باروسو وأدى هذا الضغط إلى سحب المفوضية المقترحة وتقديم أخرى أكثر قبولاً من قبل البرلمان. وقد اعتبر هذا الضغط علامة مهمة على الطبيعة المتطورة للبرلمان وقدرته على جعل المفوضية مسؤولة. علاوة على ذلك، في التصويت على المفوضية، يصوت الأعضاء بالاستناد إلى الأسس الحزبية، بدلاً من الخطوط الوطنية، على الرغم من الضغط المتكرر من الحكومات الوطنية على أعضاءها في البرلمان الأوروبي. جذب هذا التماسك والاستعداد لاستخدام سلطة البرلمان اهتماماً أكبر من جانب القادة الوطنيين والمؤسسات الأخرى والجمهور - الذين عزفوا سابقاً عن المشاركة في الانتخابات الأوروبية مما أدى إلى تحقيق أقل نسبة مشاركة على الإطلاق.
يتمتع البرلمان أيضاً بصلاحية سحب الثقة من المفوضية بموافقة ثلثي الأعضاء، الأمر الذي سيفرض استقالة المفوضية بأكملها. لم تستخدم هذه السلطة مطلقاً ولكن هدد البرلمان بها بها خلال مفوضية سانتر التي استقالت لاحقاً من تلقاء نفسها. كما يتمتع البرلمان بمجموعة أخرى الضوابط، منها على سبيل المثال: إلزام المفوضية برفع التقارير إلى البرلمان والإجابة على أسئلة الأعضاء، الطلب من رئيس مجلس الاتحاد أن يقدم برنامجه في بداية رئاسته، رئيس المجلس الأوروبي ملزم بتقديم تقرير إلى البرلمان بعد كل اجتماع من اجتماعاته، لدى أعضاء البرلمان الحق بتقديم طلبات للتشريعات والسياسات إلى المفوضية، كما لديهم الحق في استجواب أعضاء تلك المؤسسات. يحق لأعضاء البرلمان طرح الأسئلة حول أي موضوع على الإطلاق، ولكن في تموز / يوليو 2008 صوَّت الأعضاء على اقتصار الأسئلة على تلك الواقعة ضمن تفويض الاتحاد الأوروبي وحظر الأسئلة المسيئة والشخصية.

### السلطات الإشرافية
يتمتع البرلمان أيضاً بسلطات أخرى للإشراف العام، حصل عليها بشكل أساسي بموجب معاهدة ماستريخت. يتمتع البرلمان بسلطة تشكيل لجان تحقيق، على سبيل المثال شكّل البرلمان الأوروبي لجنة تحقيق بخصوص رحلات الاحتجاز التابعة لوكالة المخابرات المركزية، وكذلك بشأن مرض جنون البقر وأدت هذه اللجنة إلى إنشاء وكالة بيطرية أوروبية. يمكن للبرلمان أن يدعو المؤسسات الأخرى للإجابة على الأسئلة وإذا لزم الأمر مقاضاتهم إذا انتهكوا قانون الاتحاد الأوروبي أو معاهداته. علاوة على ذلك، فإنه يتمتع بصلاحيات تعيين أعضاء محكمة المدققين والرئيس والمجلس التنفيذي للبنك المركزي الأوروبي. كما أن رئيسه ملزم برفع تقرير سنوي للبرلمان.
ينتخب البرلمان أمين المظالم الأوروبي، الذي يتعامل مع الشكاوى العامة ضد جميع المؤسسات. كما يمكن أيضاً تقديم الالتماسات من قبل أي مواطن في الاتحاد الأوروبي بشأن مسألة في نطاق أنشطة الاتحاد. تنظر لجنة الالتماسات في القضايا، حوالي 1500 قضية سنوياً يعرضها أحياناً المواطنون أنفسهم في البرلمان. بينما يحاول البرلمان حل المشكلة كوسيط، إلا أنه يلجأ إلى الإجراءات القانونية إذا كان ذلك ضرورياً لحل نزاعات المواطنين.

## الأعضاء
| ألمانيا         |  | 96 (13.62%) |
| فرنسا           |  | 79 (11.21%) |
| إيطاليا         |  | 76 (10.78%) |
| إسبانيا         |  | 59 (8.37%)  |
| بولندا          |  | 52 (7.38%)  |
| رومانيا         |  | 33 (4.68%)  |
| هولندا          |  | 29 (4.11%)  |
| بلجيكا          |  | 21 (2.98%)  |
| جمهورية التشيك  |  | 21 (2.98%)  |
| اليونان         |  | 21 (2.98%)  |
| المجر           |  | 21 (2.98%)  |
| البرتغال        |  | 21 (2.98%)  |
| السويد          |  | 21 (2.98%)  |
| النمسا          |  | 19 (2.70%)  |
| بلغاريا         |  | 17 (2.41%)  |
| الدنمارك        |  | 14 (1.99%)  |
| فنلندا          |  | 14 (1.99%)  |
| سلوفاكيا        |  | 14 (1.99%)  |
| جمهورية أيرلندا |  | 13 (1.84%)  |
| كرواتيا         |  | 12 (1.70%)  |
| ليتوانيا        |  | 11 (1.56%)  |
| لاتفيا          |  | 8 (1.13%)   |
| سلوفينيا        |  | 8 (1.13%)   |
| إستونيا         |  | 7 (0.99%)   |
| قبرص            |  | 6 (0.85%)   |
| لوكسمبورغ       |  | 6 (0.85%)   |
| مالطا           |  | 6 (0.85%)   |

يُنتخب أعضاء البرلمان الأوروبي (بالإنجليزية: Members of the European Parliament MEPs)‏ كل خمس سنوات من خلال الاقتراع العام للبالغين ويجلسون حسب الانتماء السياسي، حوالي ثلثهم من النساء. قبل عام 1979 كانت البرلمانات الوطنية للدول الأعضاء تعينهم.
تعرّض البرلمان لانتقادات بسبب نقص تمثيل الأقليات. ففي عام 2017، كان ما يقدر بنحو 17 عضواً من غير البيض ، ثلاثة منهم من السود، وهو عدد منخفض بشكل غير متناسب. وفقاً لمنظمة الشبكة الأوروبية لمناهضة العنصرية، في حين أن ما يقدر بنحو 10٪ من أوروبا تتكون من أقليات عرقية وإثنية، فإن 5٪ فقط من أعضاء البرلمان الأوروبي أعضاء في مثل هذه الجماعات بعد انتخابات العام 2019.
بموجب معاهدة لشبونة، تُخصّص المقاعد لكل دولة عضو وفقاً لعدد السكان والحد الأقصى لعدد الأعضاء محدد بـ 751 (ومع ذلك، نظراً لأن الرئيس لا يمكنه التصويت أثناء وجوده في الرئاسة سيكون هناك 750 عضو مصوت فقط في المرة الواحدة). منذ 1 شباط / فبراير 2020، أصبح البرلمان يتكون من 705 أعضاء (بما في ذلك رئيس البرلمان) وذلك بعد انسحاب المملكة المتحدة من الاتحاد الأوروبي.
يقتصر التمثيل حالياً على 96 مقعد كحد أقصى و 6 مقاعد كحد أدنى لكل دولة عضو وتُوزّع المقاعد وفقاً للنسبية التنازلية، أي كلما كبرت الدولة زاد عدد المواطنين الممثلين لكل عضو واحد في البرلمان الأوروبي. ونتيجة لذلك، يتمتع الناخبون المالطيون واللوكسمبورغيون بتأثير أكبر بنحو 10 أضعاف لكل ناخب من مواطني الدول الست الكبرى.
على سبيل المثال، يقدر عدد سكان ألمانيا بـ 80.5 مليون نسمة يمثلهم 96 نائب في البرلمان الأوروبي، أي أن كل نائب يمثل 838,542 ألماني بينما يقدر عدد سكان مالطا بحوالي 502,653 نسمة يمثلها 6 نواب، أي أن كل نائب يمثل 83,775 مالطي فقط.
طبقت معاهدة لشبونة النظام الجديد، بما في ذلك مراجعة المقاعد قبل الانتخابات بفترة طويلة، كان ذلك بهدف تجنب المتاجرة بالأصوات عندما يتعين مراجعة تخصيص المقاعد لتعكس التغيرات الديموغرافية.
وفقاً لهذا التوزيع، تّعتبر كل دول عضو هي دائرة انتخابية للبرلمان الأوروبي باستثناء أربع دول (هي بلجيكا وأيرلندا وإيطاليا وبولندا) تحتوي على أكثر من دائرة انتخابية واحدة لكل دولة. تجري جميع الدول الأعضاء انتخابات للبرلمان الأوروبي باستخدام أشكال مختلفة من التمثيل النسبي.

### الترتيبات الانتقالية
بسبب التأخير في التصديق على معاهدة لشبونة، أقيمت انتخابات الدورة السابعة تحت سقف معاهدة نيس الأدنى. وبتاريخ 29 تشرين الثاني / نوفمبر 2011، أُقر تعديل صغير النطاق في المعاهدة. جلب هذا التعديل أحكاماً انتقالية تسمح لثمانية عشر عضواً إضافياً من أعضاء البرلمان الأوروبي المشكلين بموجب معاهدة لشبونة بالانتخاب أو التعيين قبل انتخابات 2014. بموجب إصلاحات معاهدة لشبونة، كانت ألمانيا الدولة الوحيدة التي قُلّص عدد أعضائها من 99 إلى 96. ومع ذلك، لم تُخفّض هذه المقاعد حتى انتخابات 2014.

### الرواتب والمصاريف
قبل عام 2009، كان أعضاء البرلمان الأوروبي يتقاضون نفس راتب أعضاء البرلمانات الوطنية للدول التي ينتمون إليها، لكن اعتباراً من عام 2009 النظام الأساسي الجديد دخل حيز التطبيق، بعد سنوات من المحاولات، الذي أعطى جميع الأعضاء راتب شهري متساوي هو 8،484.05 يورو لكل منهم خاضع لضريبة الاتحاد الأوروبي ويمكن أيضا أن يخضع للضريبة على المستوى الوطني. يحق لأعضاء البرلمان الأوروبي الحصول على معاش تقاعدي يدفعه البرلمان، بدءً من سن 63. ويحق للأعضاء أيضاً الحصول على بدلات لتكاليف المكتب والإقامة ونفقات السفر، على أساس التكلفة الفعلية. بالإضافة إلى رواتبهم، يُمنح الأعضاء الحصانة ومجموعة من الامتيازات. لضمان حرية تنقلهم من وإلى البرلمان، تمنحهم دولهم التسهيلات الممنوحة لكبار المسؤولين المسافرين إلى الخارج، كما تمنحهم حكومات الدول الأخرى وضع الممثلين الأجانب الزائرين. عندما يكونون في دولتهم فإنهم يتمتعون بجميع الحصانات الممنوحة للبرلمانيين الوطنيين، وفي دول أخرى، هم يتمتعون بالحصانة من الاحتجاز والإجراءات القانونية. ومع ذلك، لا يمكن المطالبة بالحصانة عندما يُلقى القبض على عضو بالجرم المشهود، كما أن للبرلمان الحق في تجريد العضو من حصانته.

### المجموعات السياسية
أعضاء البرلمان الأوروبي منظمين في ثمان مجموعات برلمانية مختلفة، بما في ذلك أكثر من ثلاثين عضو لا ينتمون لأي مجموعة يطلق عليهم غير المرتبطين. أكبر مجموعتين هما كتلة حزب الشعب الأوروبي (EPP) والاشتراكيون والديمقراطيون (S&D). وهيمنت هاتان المجموعتان على البرلمان لأغلب الوقت طوال تاريخه، بحصولهما على ما بين 50% إلى 70% بشكل متواصل. في حين لم تتمكن أي مجموعة من الحصول على الأغلبية على الإطلاق. نتيجة لحدوث تحالفات واسعة من الأحزاب الوطنية، المجموعات السياسية الأوروبية تكون تتميز بلامركزية كبيرة للغاية، وبالتالي تتشابه مع أحزاب الدول الفيدرالية مثل ألمانيا والولايات المتحدة أكثر من تشابهها مع أحزاب معظم دول الاتحاد الأوروبي. مع ذلك، كانت المجموعات الأوروبية في الواقع أكثر تماسكاً من نظيراتها الأمريكية بين عامي 2004 و 2009.
غالباً ما تبنى المجموعات على حزب سياسي أوروبي واحد مثل حزب الشعب الأوروبي. بيد أنه على غرار المجموعة الليبرالية، يمكن أن تضم المجموعة أكثر من حزب أوروبي بالإضافة إلى أحزاب وطنية ومستقلين. لكي تحوز أي مجموعة على الاعتراف، فهي بحاجة إلى 25 عضو من سبعة دول مختلفة. بمجرد الاعتراف بها، تتلقى المجموعة إعانات مالية من البرلمان وضمان لمشاركتها في اللجان، وهو ما يشكل حافز لتأسيس المجموعات. ومع ذلك، حدث بعض الجدل مع إنشاء مجموعة الهوية والتقاليد والسيادة (ITS) قصيرة العمر بسبب أيديولوجيتها، حيث كان أعضاء المجموعة من اليمين المتطرف، لذلك كانت هناك مخاوف بشأن الأموال العامة الموجهة نحو هذه المجموعة. كانت هناك محاولات لتغيير القواعد لمنع تشكيل هذه المجموعة لكنها لم تكن مجدية. ومع ذلك، مُنعت من الحصول على مناصب قيادية في اللجان (بالاتفاق وليس من خلال قاعدة) حيث كان تقليدياً تُوزّع هذه المناصب بين جميع الأطراف. عندما انخرطت هذه المجموعة في قتال داخلي أدى إلى انسحاب بعض أعضائها فانخفض حجمها إلى ما دون عتبة الاعتراف مما تسبب في انهيارها.

### الائتلاف الكبير
بما إلى أن البرلمان لا يشكل الحكومة بالمعنى التقليدي للنظام البرلماني، فقد تطورت سياساته على أسس أكثر توافقية بدلاً من حكم الأحزاب ذات أغلبية والائتلافات المتنافسة. وبالفعل، فقد هيمن عليه ائتلاف كبير من حزب الشعب الأوروبي وحزب الاشتراكيين الأوروبيين طوال معظم حياته. يميل الحزبان الرئيسيان إلى التعاون لإيجاد حل وسط بين مجموعتيهما يؤدي إلى مقترحات تؤيدها أغلبية كبيرة. ومع ذلك، فإن هذا لا ينتج عنه دائماً اتفاق، وقد يحاول كل منهم بدلاً من ذلك بناء تحالفات أخرى، وعادةً ما يتحالف حزب الشعب الأوروبي مع مجموعات اليمين ويمين الوسط بينما يتحالف حزب الاشتراكيين الأوروبيين مع مجموعات اليسار ويسار الوسط. في بعض الأحيان، تكون المجموعة الليبرالية في وضع محوري. هناك أيضاً مناسبات ظهرت فيها انقسامات سياسية حزبية حادة للغاية، كتلك الانقسامات المرتبطة باستقالة مفوضية سانتر.
حينها، ظهرت ادعاءات أولية ضد المفوضية، كانت موجهة في المقام الأول ضد إديت كريسون ومانويل مارين، وكلاهما من الأعضاء الاشتراكيين. عندما كان البرلمان يدرس رفض النفقات المرتبطة بالموازنة، صرح الرئيس جاك سانتر أن التصويت بالرفض سيكون بمثابة تصويت بحجب الثقة. دعمت المجموعة الاشتراكية المفوضية واعتبرت القضية محاولة من جانب حزب الشعب الأوروبي لتشويه سمعة حزبهم قبل انتخابات 1999. لتأكيد ثقة الكتلة الاشتراكية بالمفوضية، طرحت الزعيمة الاشتراكية بولين غرين تصويتاً لسحب الثقة من المفوضية بينما قدم حزب الشعب الأوروبي اقتراحات مضادة. خلال هذه الفترة، تولى الحزبان أدواراً مماثلة لديناميكية الحكومة والمعارضة، حيث دعم الاشتراكيون السلطة التنفيذية وتنازل حزب الشعب الأوروبي عن دعم ائتلافه السابق وصوت لإسقاطه. تزايد هذا التسييس في البرلمان، فأصبحت السياسية تعتمد بشكل متزايد على الحزب والأيديولوجية، وتزايد الانقسام بالتصويت بين اليسار واليمين وأصبحت المجموعات الحزبية أكثر تماسكاً، خصوصاً في الدورتين الرابعة والخامسة.
خلال الدورة الخامسة 1999 حتى 2004، تهدَّم الائتلاف الكبير مما أدى إلى تحالف يمين الوسط بين الأحزاب الليبرالية وحزب الشعب. وقد انعكس ذلك في رئاسة البرلمان مع تقاسم الفترتين بين حزب الشعب الأوروبي والحزب الديمقراطي الليبرالي والإصلاح الأوروبي، بدلاً من حزب الشعب والاشتراكيين. في الفترة التالية نمت المجموعة الليبرالية لتحتل 88 مقعداً، وهو أكبر عدد من المقاعد التي يشغلها أي حزب ثالث في البرلمان.

### الانتخابات
قالب:مجسم نسبي لنتائج انتخابات البرلمان الأوروبي
تجرى الانتخابات بشكل مباشر في جميع الدول الأعضاء كل خمس سنوات منذ عام 1979. عندما تنضم دولة ما خارج الفترة الانتخابية، يُقام انتخابات فرعية لانتخاب ممثليها. حدث هذا ست مرات، كان آخرها عندما انضمت كرواتيا في عام 2013. تجري الانتخابات على مدار أربعة أيام وفقاً للعادات المحلية، وتختار الدولة العضو النظام الانتخابي شريطة الالتزام بالنسبية. وهذا يشمل تخصيص الدوائر الانتخابية المحلية. في حين أن معظم الأعضاء تتبع طريقة القوائم الوطنية، فإن البعض، مثل بولندا وبلجيكا، يقسمون مقاعدهم بين المناطق. ويُحدد عدد المقاعد للدول الأعضاء وفقاً لعدد السكان، منذ 2014 وّضع حد أعلى لعدد مقاعد الدولة الواحد (هو 96 مقعد) وحد أدنى (هو 6 مقاعد).
أقيمت آخر انتخابات برلمانية على مستوى الاتحاد الأوروبي (وهي التاسعة بتاريخ البرلمان الأوروبي) عام 2019 في الفترة من 23 إلى 26 أيار / مايو. وكانت أكبر انتخابات عبر وطنية متزامنة أجريت في أي مكان في العالم. بدأت الجلسة الأولى من الدورة التاسعة في 2 تموز / يوليو 2019.
لا يحق لأي جهة غير الأحزاب السياسية الأوروبية أن تنظم حملات أثناء الانتخابات الأوروبية. ظهر العديد من المقترحات المصممة لجذب انتباه الجمهور إلى الانتخابات. كان أحد هذه الابتكارات في انتخابات 2014 حيث قدمت الأحزاب السياسية الداعمة للوحدة الأوروبية «مرشحين» لرئاسة المفوضية، أو كما أطلق عليهم (بالألمانية: Spitzenkandidaten) (بمعنى «مرشح أساسي» أو «قائد المرشحين»). ومع ذلك، فإن المجلس الأوروبي يرشيح رئيس المفوضية الأوروبية، الذي يمثل حكومات الدول الأعضاء، وبالتالي فهو غير ملزم باختيار المرشح الناجح لمنصب رئيس المفوضية، حيث تنص معاهدة لشبونة فقط على أنه ينبغي عليهم أخذ نتائج الانتخابات في الاعتبار عند اختيار من يرشحون.كان قادة المرشحين جان كلود يونكر عن حزب الشعب الأوروبي، ومارتن شولتز عن حزب الاشتراكيين الأوروبيين، وجاي فيرهوفشتان عن حزب تحالف الليبراليون والديمقراطيون من أجل أوروبا، وسكا كيلير وجوزيه بوفيه مشتركين عن الحزب الأخضر الأوروبي وأليكسيس تسيبراس عن حزب اليسار الأوروبي.
انخفضت نسبة المشاركة في الانتخابات الأوروبية بشكل مستمر منذ الانتخابات الأولى، ومن عام 1999 حتى عام 2019 كانت أقل من 50٪. في عام 2007، انتخبت كل من بلغاريا ورومانيا أعضاء البرلمان الأوروبي في انتخابات فرعية بعد انضمامهم للاتحاد في بداية عام 2007. وشهدت هذه الانتخابات اثنين من أقل نسب المشاركة في الانتخابات الأوروبية، حيث بلغت نسبة المشاركة في الانتخابات البلغارية فقط 28.6٪ و28.3٪ في الانتخابات الرومانية. توقف هذا الاتجاه في انتخابات 2019، عندما زادت نسبة المشاركة بنسبة 8٪ على مستوى الاتحاد، وارتفعت إلى 50.6٪، وهي أعلى نسبة منذ 1994.

## الإجراءات

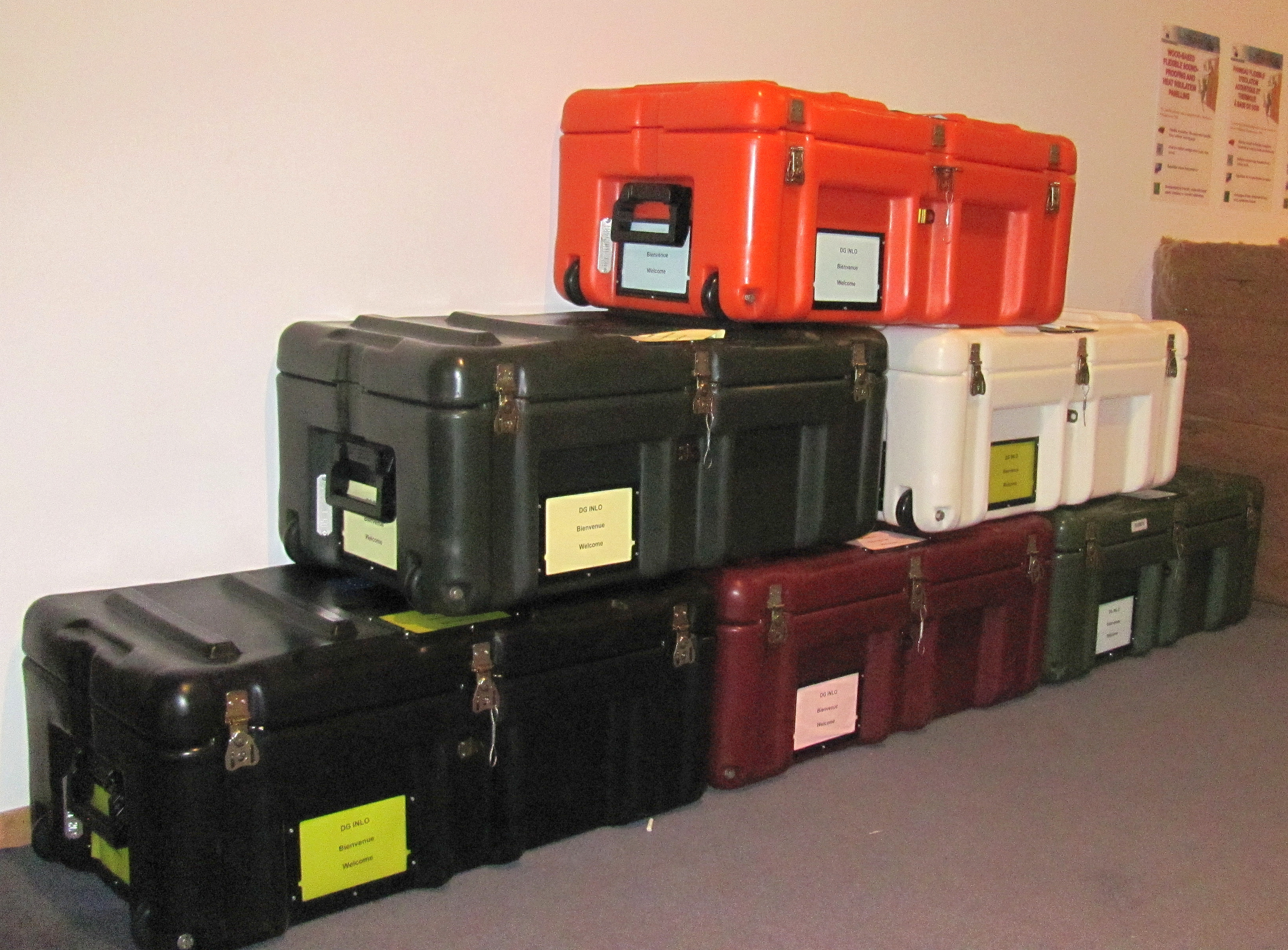
"صناديق النقل" التابعة للبرلمان الأوروبي، جاهزة للنقل من بروكسل إلى ستراسبورغ حيث ستعقد جلسة عامة. كل شهر، ينتقل البرلمان الأوروبي ذهاباً وإياباً للوفاء بالتزامات الاتحاد الأوروبي بعقد اجتماعات أيضاً في فرنسا.

في كل عام تتنقل أنشطة البرلمان بين أسابيع مخصصة للجان حيث تّناقش التقارير من خلال اجتماعات اللجان واجتماعات الوفود البرلمانية، وأسابيع للمجموعات السياسية ليناقش الأعضاء العمل ضمن مجموعاتهم السياسية، وأسابيع الجلسات حيث يقضي الأعضاء ثلاثة أيام ونصف في ستراسبورغ لجلسات جزيئية بالإضافة إلى ست جلسات جزئية مدة كل منها يومين تعقد في بروكسل. تُخصص أربع أسابيع للدوائر الانتخابية للسماح للأعضاء لممارسة العمل الخاص بالدوائر الانتخابية. كما لا تتضمن الخطة أي اجتماعات خلال أسابيع الصيف. يتمتع البرلمان بصلاحية الاجتماع دون دعوة من سلطة أخرى. على الرغم من أن المعاهدات تتحكم جزئياً في اجتماعات البرلمان، إلا أن الاجتماعات تعود إلى البرلمان وفقاً لـ «قواعد الإجراءات» الخاصة به.
خلال الجلسات، يمكن للأعضاء التحدث بعد دعوة الرئيس. كما يمكن لأعضاء المجلس أو المفوضية حضور المناقشات والتحدث ضمنها. تميل النقاشات إلى أن تكون أكثر هدوءاً وتأدباً مقارنة بغيره من البرلمان (مثل نظام وستمنستر مثلاً)، يعود ذلك جزئياً إلى الحاجة للترجمة وسياسة الإجماع. يقام التصويت في المقام الأول عن طريق رفع الأيدي، والتي يمكن التحقق منها عند الطلب عن طريق التصويت الإلكتروني. ومع ذلك، لا تُسجّل أصوات أعضاء البرلمان الأوروبي في كلتا الحالتين وهذا ما يحدث فقط عندما يكون هناك اقتراع بنداء الأسماء. هذه الطريقة إلزامية للتصويت النهائي على التشريع أو في حال طلبت ذلك مجموعة سياسية أو 30 عضو. وازداد مع الوقت استخدام هذه الطريقة في التصويت. كما يمكن أن يكون التصويت بطريقة الاقتراع السري (على سبيل المثال، عند انتخاب الرئيس). جميع الأصوات المسجلة بالإضافة إلى المحاضر والتشريعات تُنشر في الجريدة الرسمية للاتحاد الأوروبي ويمكن الوصول إليها عبر الإنترنت. عادة لا تنتهي المناقشات بالتصويت، ولكن تُخصص مواعد محددة له، غالباً ما يكون موعد التصويت الساعة الثانية عشر ظهراً من أيام الثلاثاء أو الأربعاء أو الخميص، وذلك بسبب عدم إمكانية التنبؤ بالفترة التي سيأخذها التصويت، وإذا استمر لفترة أطول من المخصص فقد يؤدي ذلك إلى تعطيل المناقشات والاجتماعات التالية.
يتوزع الأعضاء ضمن قوس دائرة وفقاً لمجموعاتهم السياسية (في الجمعية المشتركة، قبل عام 1958، كان الأعضاء يجلسون حسب الترتيب الأبجدي) بشكل أساسي من اليسار إلى اليمين، ولكن توضع بعض المجموعات الأصغر في الحلقة الخارجية. جميع المكاتب مزودة بميكروفونات وسماعات للترجمة ومعدات التصويت الإلكتروني. يجلس قادة المجموعات على المقاعد الأمامية في المركز، وفي المنتصف يوجد منصة للمتحدثين الضيوف. يتكون الجزء المتبقي من الغرفة الدائرية بشكل أساسي من المنطقة المرتفعة حيث يجلس الرئيس والموظفون. كما يتوفر مقاعد إضافية بين جانبي هذه المنطقة وأعضاء البرلمان الأوروبي، يشغل المقاعد الإضافية كلاً من المجلس في أقصى اليسار والمفوضية في أقصى اليمين. ذات نظام قوس الدائرة مستخدام في كل من بروكسل وستراسبورغ مع وجود اختلافات طفيفة فقط. تصميم قوس الدائرة هو حل وسط بين الأنظمة البرلمانية المختلفة. يحتوي النظام البريطاني على مواجهة المجموعات المختلفة بعضها البعض مباشرة بينما النظام الفرنسي هو نصف دائرة (والنظام الألماني التقليدي كان يضم جميع الأعضاء في صفوف يواجهون منبراً للخطب). على الرغم من أن التصميم يعتمد بشكل أساسي على نصف دائرة إلا أن طرفي القوس المتقابلين لا يزالان يواجهان بعضهما البعض. مع الدخول المحدود إلى الغرفة، يتحكم المرشدون في الدخول وهم يساعدون أعضاء البرلمان الأوروبي في الغرفة (على سبيل المثال في تسليم المستندات). يمكن أيضاً أن يعمل المرشدون أحياناً كشرطة في تحت إمرة الرئيس، على سبيل المثال في طرد عضو يعطل الجلسة (على الرغم من أن هذا نادر). كان أول رئيس للبروتوكول في البرلمان فرنسياً، لذا فإن العديد من المهام في البرلمان تستند إلى النموذج الفرنسي المطور لأول مرة بعد الثورة الفرنسية. المرشدون الـ 180 مرئيون للغاية في البرلمان، وهم يرتدون معاطف سوداء وسلسلة فضية، ويُوظّف المرشدون بنفس طريقة المستخدمة في الخدمة المدنية الأوروبية. كما يُخصص مرشد شخصي للرئيس.

### الرئيس والتنظيم

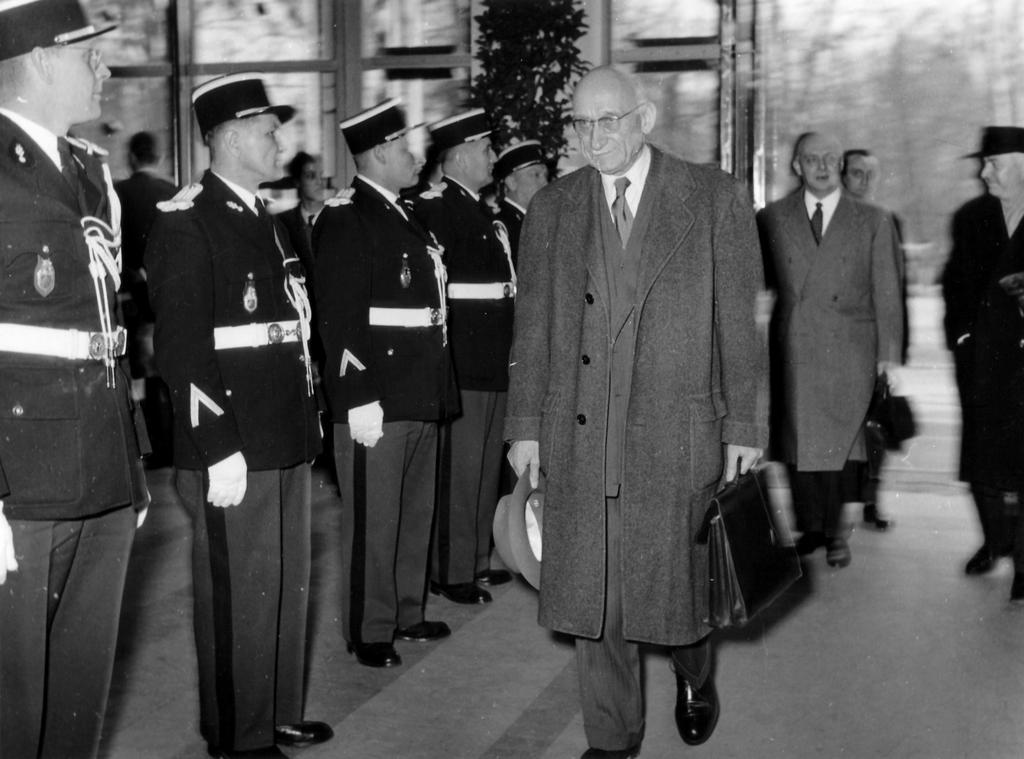
روبير شومان، أول رئيس للجميعة البرلمانية الأوروبية أثناء انعقاد أول جلسة لها

رئيس البرلمان هو المتحدث باسمه بشكل أساسي ويرأس الجلسات العامة عندما تكون منعقدة. توقيع الرئيس مطلوب لجميع الأعمال التي تبناها البرلمان بقرار مشترك، بما في ذلك موازنة الاتحاد الأوروبي. الرئيس مسؤول أيضاً عن تطبيق النظام الداخلي ويمثّل البرلمان خارجياً، بما في ذلك المسائل القانونية. تمتد ولايته لمدة عامين ونصف العام، أي ينتخب البرلمان رئيساً له مرتين في كل دورة برلمانية.
يأتي بروتوكول رأس الدولة قبل الآخرين في معظم الدول، ومع ذلك باعتبار البرلمان الأوروبي هو أول مؤسسة في الاتحاد الأوروبي، يأتي بروتوكول رئيسه قبل أي بروتوكول أوروبي أو وطني آخر.
تولى رئاسة البرلمان عدد من الشخصيات البارزة. كان أول رئيس للجمعية المشتركة هو بول هنري سباك وهو أحد الآباء المؤسسون للاتحاد الأوروبي الذين تولى عدد منهم هذا المنصب مثل ألتشيدي دي غاسبيري وروبير شومان. كما تولى هذا المنصب سيدتان هما سيمون فاي عام 1979 (وهي أول رئيس للبرلمان المنتخب) ونيكول فونتين عام 1999 وكلتاهما فرنسيتان. وكان رئيس البرلمان عام 2009 جيرزي بوزيك أول شخص من شرق ووسط أوروبا يتولى قيادة أحد مؤسسات الاتحاد الأوروبي، كما تولى سابقاً رئاسة وزراء بولندا وهو ينحدر من حركة التضامن التي ساعدت بإسقاط الشيوعية في الكتلة الشرقية.
أثناء عملية انتخاب الرئيس، يتولى الرئيس السابق (أو أحد نواب الرئيس السابقين، إذا تعذر ذلك على الرئيس) رئاسة الجلسة. كان يؤدي هذا الدور العضو الأكبر سناً قبل العام 2009 ولكن تغيرت القاعدة لمنع العضو الفرنسي اليميني المتطرف جان ماري لوبان من تولي الرئاسة. ويتبع للرئيس 14 نائباً يرأسون المناقشات عندما لا يكون الرئيس في القاعة. هناك عدد من الهيئات والمناصب الأخرى المسؤولة عن إدارة البرلمان إلى جانب هؤلاء المتحدثين. الهيئتان الرئيسيتان هما المكتب المسؤول عن الشؤون الإدارية وشؤون الموازنة، ومؤتمر الرؤساء وهو هيئة حوكمة تتكون من رؤساء المجموعات السياسية في البرلمان.
بلغت موازنة البرلمان الأوروبي عام 2014 مبلغ 1.756 مليار يورو. صدر عام 2008 تقرير عن الشؤون المالية للبرلمان سلط الضوء على بعض الإسراف في نفقات البرلمان، إلا أن البرلمان رفض نشر التقرير ولكن أحد الأعضاء كسر السرية وسربه.

### اللجان والبعثات

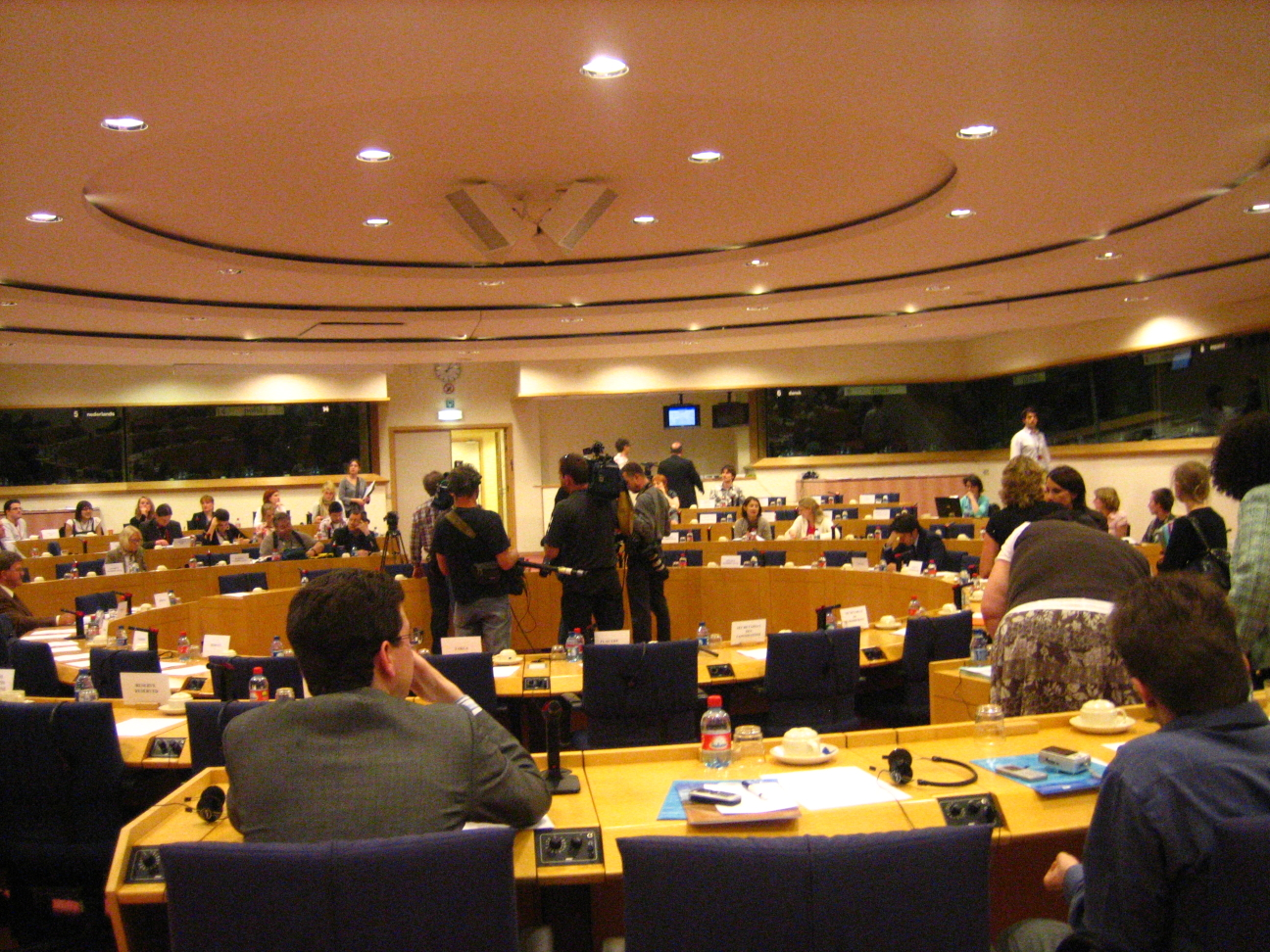
أحد غرف اللجان

يتكون البرلمان من 20 لجنة دائمة تتكون من 25 إلى 73 عضواً في البرلمان (بشكل يعكس التكوين السياسي للبرلمان بأكمله) بما في ذلك رئيس ومكتب وسكرتارية. يجتمعون مرتين شهرياً في جلسات علنية لوضع مقترحات تشريعية وتعديلها لاعتماد تقارير وتقارير لتقديمها إلى الجلسة العامة. من المفترض أن يعرض مقررو اللجنة وجهة نظر اللجنة، على الرغم من أن هذا لم يكن الحال دائماً. في الأحداث التي أدت إلى استقالة مفوضية سانتر، عارض المقرر تصويت لجنة مراقبة الموازنة على اعتماد مصاريف الموازنة، وحث البرلمان على رفضها.
يمكن للجان أيضاً إنشاء لجان فرعية (مثل اللجنة الفرعية لحقوق الإنسان) ولجان مؤقتة للتعامل مع موضوع معين (على سبيل المثال بشأن العودة الاستثنائية إلى الوطن). ينسق رؤساء اللجان عملهم من خلال «مؤتمر رؤساء اللجان». تزيد القرارات المشتركة من سلطة البرلمان في عدد من المجالات، أبرزها تلك التي تغطيها لجنة البيئة والصحة العامة وسلامة الأغذية. في السابق كانت هذه اللجنة تعتبر من قبل أعضاء البرلمان الأوروبي «لجنة سندريلا»؛ ومع ذلك، عندما اكتسبت أهمية جديدة، أصبحت أكثر احترافية وصرامة، وجذبت الانتباه المتزايد لعملها.
تختلف طبيعة اللجان عن نظيراتها في برلمانات الدول الأعضاء، فعلى الرغم من كونها أصغر مقارنةً بكونغرس الولايات المتحدة، إلا أن لجان البرلمان الأوروبي كبيرة بشكل غير اعتيادي وفقاً للمعايير الأوروبية حيث تضم ما بين ثمانية إلى اثني عشر عضواً. كما يتوفر موارد إدارية وأرشيفية وبحثية كبيرة تحت تصرف البرلمان بأكمله عند الحاجة.
تًشكّل بعثات البرلمان بطريقة مماثلة وهي مسؤولة عن العلاقات مع البرلمانات خارج الاتحاد الأوروبي. هناك 34 وفد مكون من حوالي 15 عضواً، كما يتعاون رؤساء الوفود في مؤتمرات مثل رؤساء اللجان. وهي تشمل «الوفود البرلمانية الدولية» (التي تحافظ على العلاقات مع البرلمان خارج الاتحاد الأوروبي) و «اللجان البرلمانية المشتركة» (الحفاظ على العلاقات مع برلمانات الدول المرشحة أو المرتبطة مع الاتحاد الأوروبي)، والوفد إلى الجمعية البرلمانية المشتركة للاتحاد الأوروبي ودول أفريقيا والكاريبي والمحيط الهادئ والوفد للجمعية البرلمانية الأورومتوسطية. كما يشارك أعضاء البرلمان الأوروبي أيضاً في أنشطة دولية أخرى مثل الجمعية البرلمانية الأوروبية-الأمريكية اللاتينية، وحوار المشرعين عبر الأطلسي ومن خلال مراقبة الانتخابات في دول أخرى.

### المجموعات المشتركة
تعتبر المجموعات المشتركة في البرلمان الأوروبي منتديات غير رسمية تجمع أعضاء البرلمان الأوروبي من مختلف المجموعات السياسية حول أي موضوع. هذه المجموعات لا تعبر عن رأي البرلمان الأوروبي، إلا أنها تخدم غرضاً مزدوجاً هو معالجة موضوع مستعرض لعدة لجان وبطريقة أقل رسمية. يمكن إدارة السكرتارية اليومية لهم إما من خلال مكتب أعضاء البرلمان الأوروبي أو من خلال مجموعات ذات مصلحة، سواء كانت جماعات الضغط مرتبطة بالشركات أو منظمات غير حكومية. قد يكون أحد تفسيرات تزايد المجموعات المشتركة في تسعينيات القرن العشرين هو أن المنظمة التي تدير السكرتارية تتمتع بوصول أفضل إلى أعضاء البرلمان الأوروبي. وهي الآن منظمة بشكل صارم ويجب تحديد الدعم المالي، المباشر وغير المباشر (عبر موظفي السكرتاريا، على سبيل المثال) رسمياً في إعلان المصالح المالية. في بداية كل دورة تشريعية، يُنشئ أو يجدد البرلمان المجموعات المشتركة من خلال عملية محددة. في الواقع، يجب أن يدعم اقتراح تأسيس أو تجديد مجموعة مشتركة ما لا يقل عن 3 مجموعات سياسية يقتصر دعمها على عدد محدد من المقترحات بما يتناسب مع حجمها (على سبيل المثال، في الدورة التشريعية الثامنة كان يحق لكلاً من كتلة حزب الشعب الأوروبي والتحالف التقدمي للاشتراكيين والديمقراطيين دعم 22 مقترحاً، بينما يمكن لكل من الخضر/التحالف الأوروبي الحر وأوروبا الحرية والديمقراطية المباشرة دعم 7 مقترحات فقط).

### الترجمة
يحق للمتحدثين في البرلمان الأوروبي التحدث بأي من اللغات الرسمية للاتحاد الأوروبي البالغ عددها 24 لغة. تُقدّم الترجمة الفورية في جميع الجلسات العامة، وتترجم جميع النصوص النهائية للتشريعات. يعد البرلمان الأوروبي أكثر برلمان متعدد اللغات في العالم. وأكبر جهة توظيف للمترجمين الفوريين في العالم (يعمل فيه 350 مترجمًا بدوام كامل و400 مترجم حر لمواجهة حالات الطلب المرتفع). يمكن للمواطنين أيضاً مخاطبة البرلمان باللغات البشكنشية والجليقية والقطلونية/البلنسية.
عادة ما يقوم المترجم بالترجمة من لغة أجنبية إلى لغته الأم. ولكن نظراً للعدد الكبير من اللغات، وبعضها عدد متحدثيه قليل، فمنذ عام 1995 تتم الترجمة الشفوية في بعض الأحيان بالطريقة المعاكسة. بالإضافة إلى ذلك، يمكن ترجمة الكلام بلغة ثانوية من خلال لغة ثالثة لعدم وجود مترجمين فوريين لهذه اللغة، على سبيل المثال، عند الترجمة من الإستونية إلى المالطية. نظراً لتعقد القضايا، فإن الترجمة لا تكون كلمة بكلمة. بدلاً من ذلك، يتعين على المترجمين الفوريين نقل المعنى السياسي للخطاب، بغض النظر عن آرائهم. وهذا يتطلب فهماً تفصيلياً لسياسات وشروط البرلمان، مما يتطلب قدراً كبيراً من الإعداد المسبق (مثل قراءة الوثائق المعنية). غالباً ما تظهر الصعوبة عندما يستخدم أعضاء البرلمان الأوروبي الألفاظ النابية والنكات والتلاعب بالكلمات أو التحدث بسرعة كبيرة.
بينما يرى البعض أن التحدث بلغتهم الأصلية جزء مهم من هويتهم، ويمكنهم التحدث بطلاقة أكثر في المناقشات، فقد انتقد البعض الترجمة الفورية وتكلفتها. أبرز تقرير صدر عام 2006 من قبل العضو ألكسندر ستوب أنه باستخدام اللغة الإنجليزية والفرنسية والألمانية فقط، يمكن تخفيض التكاليف من 118,000 يورو في اليوم (لـ 21 لغة في ذلك الوقت - لم تتضمّن الرومانية والبلغارية والكرواتية بعد) إلى 8,900 يورو في اليوم. كما كانت هناك حملة صغيرة لجعل اللغة الفرنسية هي اللغة المرجعية لجميع النصوص القانونية، استناداً إلى حجة أنها أكثر وضوحاً ودقة للأغراض القانونية.
نظراً لأن الإجراءات تمت ترجمتها إلى جميع اللغات الرسمية للاتحاد الأوروبي، فقد استّخدمت لإنشاء مجموعة متعددة اللغات تُعرف باسم Europarl، تستخدم على نطاق واسع لتدريب أنظمة الترجمة الآلية الإحصائية.

## التكاليف السنوية
بلغت موازنة البرلمان الأوروبي للعام 2016 وفق الموقع الرسمي 1.838 مليار يورو موزعة كالتالي:
- 34٪ - تكاليف الموظفين والترجمة الفورية والتحريرية
- 24٪ - سياسة المعلومات وتكنولوجيا المعلومات والاتصالات
- 23٪ - رواتب ونفقات وسفر ومكاتب وموظفي أعضاء البرلمان الأوروبي
- 13٪ - أبنية
- 6٪ - نشاطات الجماعات السياسية

وفقاً لدراسة للبرلمان الأوروبي أعدها في عام 2013، فإن تكلفة مقر ستراسبورغ تزيد بمقدار 103 مليون يورو أكثر من موازنة الحفاظ على مقر واحد، ووفقاً لمحكمة المراجعين، هناك 5 ملايين يورو إضافية مرتبطة بنفقات السفر الناتجة عن وجود مقرين.
على سبيل المقارنة، تقدر تكلفة مجلس النواب الألماني (بوندستاغ) بمبلغ إجمالي قدره 517 مليون يورو لعام 2018، لبرلمان يضم 709 أعضاء. أبلغ مجلس العموم البريطاني عن إجمالي التكاليف السنوية في 2016-2017 بمبلغ 249 مليون جنيه إسترليني (279 مليون يورو) وهو يضم 650 مقعداً.
وفقا لصحيفة ذي إيكونوميست، فإن تكلفة البرلمان الأوروبي أعلى من تكلفة البرلمانات البريطانية والفرنسية والألمانية مجتمعة. يُقدر أن ربع التكاليف يتعلق بتكاليف الترجمة التحريرية والشفوية (حوالي 460 مليون يورو) ويقدر أن تضيف المقرات المزدوجة 180 مليون يورو إضافية سنوياً. للمقارنة المماثلة، يمكن استبعاد هاتين الكتلتين من التكلفة.
في 2 تموز / يوليو 2018، رفض أعضاء البرلمان الأوروبي مقترحات لتشديد القواعد المتعلقة ببدل الإنفاق العام، وهو مبلغ مثير للجدل قدره 4,416 يورو شهرياً يُمنح لأعضاء البرلمان الأوروبي لتغطية نفقات المكتب والنفقات الأخرى، لكنهم غير مطالبون بتقديم أي دليل على كيفية إنفاق الأموال.

## المقر
يقع مقر البرلمان في ثلاث مدن مختلفة مع العديد من المباني. يتطلب البروتوكول المرفق بمعاهدة أمستردام عقد 12 جلسة عامة في ستراسبورغ (لا تعقد أي جلسات في آب / أغسطس ولكن جلستين في أيلول / سبتمبر)، وهو المقر الرسمي للبرلمان، في حين تُعقد الجلسات الإضافية واجتماعات اللجان في بروكسل. تستضيف مدينة لوكسمبورغ أمانة البرلمان الأوروبي. البرلمان الأوروبي هو واحد من مجلسين على الأقل في العالم بهما أكثر من مكان اجتماع واحد (المجلس الآخر هو برلمان جزيرة مان، تاينوالد) وواحد من القلائل التي لا تملك سلطة تحديد موقعها.
يُنظر إلى مقر ستراسبورغ على أنه رمز للمصالحة بين فرنسا وألمانيا، حيث كانت منطقة ستراسبورغ متنازع عليها بين البلدين في الماضي. ومع ذلك، فإن تكلفة وإزعاج الحصول على مقرين موضع تساؤل. في حين أن ستراسبورغ هي المقر الرسمي، وتقع إلى جانب مجلس أوروبا، يعتبر بروكسل موطنًا لجميع مؤسسات الاتحاد الأوروبي الرئيسية تقريباً، حيث تنفذ غالبية أعمال البرلمان هناك. وصف النقاد ترتيب المقرين بأنه «سيرك متنقل»، وهناك حركة قوية لتأسيس بروكسل كمقر وحيد. وذلك لأن المؤسسات السياسية الأخرى (المفوضية والمجلس والمجلس الأوروبي) موجودة هناك، وبالتالي تعتبر بروكسل على أنها «عاصمة» الاتحاد الأوروبي. تلقت هذه الحركة دعماً قوياً من العديد من الشخصيات، بما في ذلك النائب الأول لرئيس المفوضية من عام 2004 إلى عام 2010 مارغو والستروم، التي صرحت بأن «الشيء الذي كان في يوم من الأيام رمزاً إيجابياً للغاية لقيام الاتحاد الأوروبي بإعادة توحيد فرنسا وألمانيا أصبح الآن رمزاً سلبياً من إهدار المال والبيروقراطية والجنون لمؤسسات بروكسل». كما لاحظ حزب الخضر التكلفة البيئية في دراسة قادها عضوي البرلمان الأوروبي جين لامبرت وكارولين لوكاس. فبالإضافة إلى 200 مليون يورو إضافية تُنفق على المقر الإضافي، هناك أكثر من 20,268 طن إضافي من ثاني أكسيد الكربون، مما يقوض أي موقف بيئي للمؤسسة والاتحاد. وأسست سيسيليا مالمستروم العضو في البرلمان الأوروبي عرضة عبر الإنترنت قوامها مليون شخص لدعم الحملة. في آب / أغسطس 2014، قدر تقييم أجرته المحكمة الأوروبية للمدققين أن نقل مقر البرلمان الأوروبي في ستراسبورغ إلى بروكسل سيوفر 113.8 مليون يورو سنوياً. في عام 2006، كانت هناك مزاعم بوجود مخالفات في الاتهامات التي وجهتها مدينة ستراسبورغ بشأن المباني التي استأجرها البرلمان، مما أضر بقضية مقر ستراسبورغ.
يفضّل معظم أعضاء البرلمان الأوروبي بروكسل كمقر واحد. أظهر استطلاع للرأي أجراه أعضاء البرلمان الأوروبي أن 89٪ من المشاركين يريدون مقراً واحداً، و 81٪ يفضّلون بروكسل. في تموز / يوليو 2011، صوتت الأغلبية المطلقة من أعضاء البرلمان الأوروبي لصالح مقعد واحد. وفي أوائل عام 2011 صوّت البرلمان لإلغاء إحدى جلسات ستراسبورغ بعقد جلستين في غضون أسبوع واحد. رد رولاند رييس (عمدة ستراسبورغ حينها) رسمياً بالقول «سنقوم بهجوم مضاد من خلال تحويل قوة الخصم إلى مكاسبنا الخاصة، كما يفعل لاعب الجودو». ومع ذلك، نظراً لأن مقر البرلمان محدد الآن بموجب المعاهدات، فلا يمكن تغييره إلا من خلال عمل المجلس بالإجماع، مما يعني أن فرنسا يمكن أن تستخدم حق النقض ضد أي تحرك. صرح الرئيس الفرنسي الأسبق نيكولا ساركوزي أن مقر ستراسبورغ «غير قابل للتفاوض»، وأن فرنسا لا تنوي التنازل عن مؤسسة الاتحاد الأوروبي الوحيدة الموجودة على الأراضي الفرنسية. بالنظر إلى نية فرنسا المعلنة باستخدام حق النقض ضد أي نقل إلى بروكسل، دعا بعض أعضاء البرلمان الأوروبي إلى العصيان المدني برفضهم المشاركة في الهجرة الجماعية الشهرية إلى ستراسبورغ.

## قنوات الحوار والمعلومات والتواصل مع المجتمع المدني الأوروبي
على مدى السنوات الماضية، التزمت المؤسسات الأوروبية بتعزيز الشفافية والانفتاح وتوافر المعلومات حول عملها. على وجه الخصوص، تعتبر الشفافية محورية لعمل المؤسسات الأوروبية ومبدأ عام لقانون الاتحاد الأوروبي وتطبق على أنشطة مؤسسات الاتحاد الأوروبي من أجل تعزيز الأساس الديمقراطي للاتحاد. أكدت مواد كلاً من معاهدة لشبونة ومعاهدة ماستريخت من جديد على المبادئ العامة للانفتاح والشفافية، حيث تنص على أن «لكل مواطن الحق في المشاركة في الحياة الديمقراطية للاتحاد. القرارات يجب أن تؤخذ علانية وأقرب ما يمكن للمواطن». علاوة على ذلك، تقر المعاهدتان بقيمة الحوار بين المواطنين والجمعيات التمثيلية والمجتمع المدني والمؤسسات الأوروبية.

### الحوار مع المنظمات الدينية وغير الدينية
تضع المادة 17 من معاهدة عمل الاتحاد الأوروبي الأساس القانوني لحوار مفتوح وشفاف بين المؤسسات والكنائس الأوروبية والجمعيات الدينية والمنظمات غير المذهبية والفلسفية. في تموز / يوليو 2014، مع بداية الدورة الثامنة للبرلمان، كلف مارتن شولتز رئيس البرلمان الأوروبي حينها، نائبه أنتونيو تاجاني بتنفيذ الحوار مع المنظمات الدينية والطائفية المدرجة في المادة 17. في هذا الإطار، يستضيف البرلمان الأوروبي مؤتمرات رفيعة المستوى عن الحوار بين الأديان، مع التركيز أيضاً على القضايا الحالية والمتعلقة بالأعمال البرلمانية.

### وسيط البرلمان الأوروبي للاختفاء القسري الدولي للأطفال
تأسس منصب وسيط البرلمان الأوروبي للاختفاء القسري الدولي للأطفال من قبل أحد أو كلا الوالدين في عام 1987 بمبادرة من العضو البريطاني تشارلز هنري بلامب، بهدف مساعدة الأطفال ضحايا الاختفاء القسري الدولي من أحد أو كلا الأبوين. يجد الوسيط حلولاً تفاوضية لتحقيق المصلحة العليا للقاصر عند إخفاء القاصر قسرياً من قبل أحد الوالدين بعد انفصال الشريكين، بغض النظر عما إذا كانا متزوجين أو غير متزوجين. تتمثل مهمة الوسيط الرئيسية في مساعدة الوالدين في إيجاد حل لمصلحة القاصر المثلى من خلال الوساطة، كبديل عن الدعاوى لحل الخلافات. يمكن تفعيل الوسيط بناءً على طلب أحد المواطنين، وبعد تقييم الطلب، تبدأ عملية الوساطة التي تهدف إلى الوصول إلى اتفاق. بمجرد توافق الطرفين والوسيط، تصبح الاتفاقية رسمية. طبيعة الاتفاقية هي طبيعة العقد الخاص بين الطرفين. عند الوصول إلى اتفاق، يقدم البرلمان الأوروبي للأطراف الدعم القانوني اللازم للتوصل إلى اتفاق سليم ومشروع قائم على الشرعية والإنصاف. يمكن المصادقة على الاتفاقية من قبل المحاكم الوطنية المختصة ويمكن أن ترسي أيضاً الأساس للانفصال أو الطلاق بالتراضي.

## خدمة الأبحاث البرلمانية الأوروبية
إن خدمة الأبحاث البرلمانية الأوروبية هي قسم أبحاث داخلي ومجمع تفكير. وهو يزود أعضاء البرلمان الأوروبي واللجان البرلمانية عند الحاجة بتحليل وبحث مستقل وموضوعي وموثوق حول قضايا السياسة المتعلقة بالاتحاد الأوروبي، من أجل مساعدتهم في عملهم البرلماني. كما أنه مصمم لزيادة قدرة الأعضاء ولجان البرلمان الأوروبي على التدقيق والإشراف على المفوضية الأوروبية والهيئات التنفيذية الأخرى في الاتحاد الأوروبي.
تهدف هذه الخدمة إلى توفير مجموعة شاملة من المنتجات والخدمات، مدعومة بالخبرة الداخلية المتخصصة ومصادر المعرفة في جميع مجالات السياسة، وبالتالي تمكين الأعضاء واللجان من خلال المعرفة والمساهمة في فعالية البرلمان وتأثيره كمؤسسة. في إطار القيام بهذا العمل، تدعم وتعزز الخدمة التواصل البرلماني مع الجمهور الأوسع، بما في ذلك الحوار مع أصحاب المصلحة المعنيين في نظام الاتحاد الأوروبي للحوكمة متعدد المستويات. جميع منشورات خدمة الأبحاث متاحة للجمهور على منصة مجمع تفكير البرلمان الأوروبي.

## يوروباروميتر والبرلمان الأوروبي
يطلب البرلمان الأوروبي بشكل دوري إجراء استطلاعات الرأي والدراسات حول اتجاهات الرأي العام في الدول الأعضاء لاستطلاع تصورات وتوقعات المواطنين حول عمله والأنشطة العامة للاتحاد الأوروبي. تشمل الموضوعات تصور المواطنين لدور البرلمان، ومعرفتهم بالمؤسسة، وشعورهم بالانتماء إلى الاتحاد الأوروبي والآراء حول الانتخابات الأوروبية والتكامل الأوروبي والهوية والمواطنة والقيم السياسية. كما تشمل أيضاً حول القضايا الحالية مثل تغير المناخ والاقتصاد والسياسة، وما إلى ذلك. تسعى تحليلات يوروباروميتر إلى تقديم صورة شاملة للأوضاع الوطنية، والخصوصيات الإقليمية، والانقسامات الاجتماعية والديموغرافية، والاتجاهات التاريخية.

## الجوائز

### جائزة سخاروف

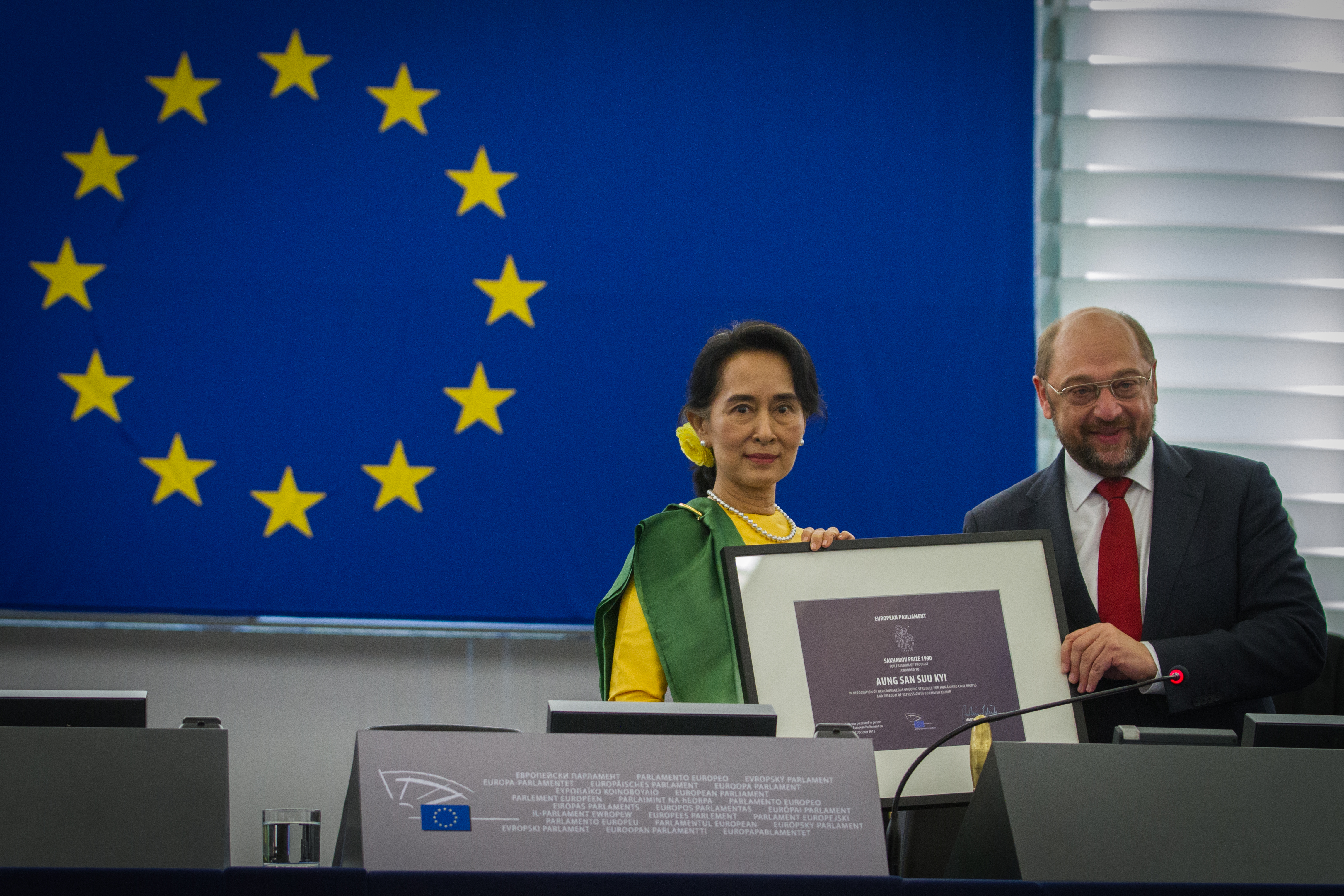
مارتن شولتز يقدم جائزة ساخاروف للسياسية البورمية أون سان سو تشي في عام 2013

يدعم البرلمان الأوروبي حقوق الإنسان من خلال جائزة سخاروف لحرية الفكر التي تأسست في عام 1998. تُمنح هذه الجائزة إلى الأفراد الذين يساهمون في تعزيز حقوق الإنسان في جميع أنحاء العالم، وبالتالي رفع مستوى الوعي بشأن انتهاكات حقوق الإنسان. تشمل الأولويات: حماية حقوق الإنسان والحريات الأساسية، مع التركيز بشكل خاص على حرية التعبير وحماية حقوق الأقليات والامتثال للقانون الدولي وتطوير الديمقراطية وحكم القانون الحقيقي.

### جائزة شارلمان الأوروبية للشباب
تهدف جائزة شارلمان الأوروبية للشباب لتحفيز الشباب للمشاركة في عملية التكامل الأوروبي. تمنح هذه الجائزة من البرلمان الأوروبي ومؤسسة جائزة شارلمان الدولية لآخن لمشاريع الشباب التي تهدف إلى تغذية الهوية والمواطنة الأوروبية.

### جائزة المواطنين الأوروبيين
يمنح البرلمان الأوروبي جائزة المواطنين الأوروبيين للأنشطة والأعمال التي يؤديها المواطنون والجمعيات لتعزيز التكامل بين مواطني الدول الأعضاء في الاتحاد الأوروبي ومشاريع التعاون عبر الوطنية في الاتحاد الأوروبي.

### جائزة لوكس
بدأ البرلمان الأوروبي بمنح جائزة لوكس عام 2007 للأفلام التي تتناول الموضوعات الحالية ذات الاهتمام الأوروبي العام والتي تشجع على التفكير في أوروبا ومستقبلها. بمرور الوقت، أصبحت جائزة Lux جائزة سينمائية مرموقة تدعم الأفلام الأوروبية والإنتاج خارج الاتحاد الأوروبي أيضاً.

### جائزة دافني كاروانا غاليزيا للصحافة
في الذكرى السنوية الثالثة لاغتيال الصحفية دافني كاروانا غاليزيا، أعلن البرلمان الأوروبي بتاريخ 16 تشرين الأول / أكتوبر 2020 عن جائزة مخصصة للصحافة الاستقصائية باسمها. وفي العام 2021 تم منح أول جائزة لتحقيق عن برنامج بيغاسوس فيما منحت الجائزة في العام 2022 لفيلم وثائقي بعنوان "جمهورية أفريقيا الوسطى تحت النفوذ الروسي".

## الملاحظات
1. ↑  على الرغم من أن تاريخ البرلمان يستبعد أحياناً الجمعية المشتركة، بذلك يكون أول رئيس للبرلمان هو روبير شومان.

## قراءة موسعة
- إلسبيث أتوول (2000). To the Power of Ten: UK Liberal Democrats in the European Parliament (Centre for Reform Papers) [إلى الأس عشرة: الديمقراطيين الليبراليين في المملكة المتحدة في البرلمان الأوروبي (مركز أوراق الإصلاح)] (بالإنجليزية). ISBN:978-1-902622-17-0.
- آمي كريبل (2001). The European Parliament and Supranational Party System: A Study in Institutional Development (Cambridge Studies in Comparative Politics) [البرلمان الأوروبي ونظام الحزب فوق القومي: دراسة في التطور المؤسسي (دراسات كامبردج في السياسة المقارنة)] (بالإنجليزية). كامبريدج: مطبعة جامعة كامبريدج. ISBN:978-0-521-00079-6.
- برنارد ستوينبيرج; جاك توماسن (2002). The European Parliament on the Move: Toward Parliamentary Democracy in Europe (Governance in Europe) [البرلمان الأوروبي يتحرك: نحو ديمقراطية برلمانية في أوروبا (الحكم في أوروبا)] (بالإنجليزية). رومان وليتلفيلد للنشر. ISBN:978-0-7425-0126-3.
- بيرتولد ريتبيرجر (2007). Building Europe's Parliament: Democratic Representation Beyond the Nation State [بناء برلمان أوروبا: التمثيل الديمقراطي خارج الدولة القومية] (بالإنجليزية). دار نشر جامعة أكسفورد. ISBN:978-0-19-923199-7.
- جولي سميث (1999). Europe's Elected Parliament (Contemporary European Studies) [برلمان أوروبا المنتخب (الدراسات الأوروبية المعاصرة)] (بالإنجليزية). لندن. ISBN:978-0-333-59874-0. Archived from the original on 2022-04-09.{{استشهاد بكتاب}}:  صيانة الاستشهاد: مكان بدون ناشر (link)
- جوليت لودج (23 Jun 2005). The 2004 Elections to the European Parliament [انتخابات 2004 للبرلمان الأوروبي] (بالإنجليزية). لندن: بالجريف ماكميلان. ISBN:978-1-4039-3518-2.
- جوليت لودج (17 Sep 2010). The 2009 Elections to the European Parliament [انتخابات 2009 للبرلمان الأوروبي] (بالإنجليزية). لندن: بالجريف ماكميلان. ISBN:9780230230408.
- جيوليو سابتي. "European Parliament: Facts and Figures" [البرلمان الأوروبي: حقائق وأرقام] (بالإنجليزية). خدمة الأبحاث البرلمانية الأوروبية. Archived from the original on 2021-02-25.
- ديفد بتلر; مارتن ويستليك (2005). British Politics and European Election [السياسة البريطانية والانتخابات الأوروبية] (بالإنجليزية). لندن: بالجريف ماكميلان. ISBN:978-1-4039-3585-4.
- ديفيد فاريل; روجر سكالي (2007). Representing Europe's Citizens?: Electoral Institutions and the Failure of Parliamentary Representation [تمثيل مواطني أوروبا؟: المؤسسات الانتخابية وفشل التمثيل البرلماني] (بالإنجليزية). دار نشر جامعة أكسفورد. ISBN:978-0-19-928502-0.
- ديفيد وود; بيرول يسيلادا (2007). The Emerging European Union (4th Ed.) [الاتحاد الأوروبي الناشئ (الطبعة الرابعة)] (بالإنجليزية). بيرسون لونجمان. ISBN:978-0-321-43941-3.
- ديك تورنسترا; كريستيان ميسث (2012). "Inside the European Parliament: A guide to its parliamentary and administrative structures" [داخل البرلمان الأوروبي: دليل هياكله البرلمانية والإدارية] (PDF) (بالإنجليزية). مكتب تعزيز الديمقراطية البرلمانية. Archived from the original (PDF) on 2013-05-11.
- روجر سكالي (2005). Becoming European?: Attitudes, Behaviour, and Socialization in the European Parliament [أن تصبح أوروبياً؟: المواقف والسلوك والتنشئة الاجتماعية في البرلمان الأوروبي] (بالإنجليزية). دار نشر جامعة أكسفورد. ISBN:978-0-19-928432-0.
- كوربيت, ريتشارد; جاكوبس, فرنسيس; شاكلتون, مايكل (2007). The European Parliament [البرلمان الأوروبي] (بالإنجليزية) (السابع ed.). لندن: جون هاربر. ISBN:9780955114472.
- ريتشارد كوربيت. The European Parliament's Role in Closer EU Integration [دور البرلمان الأوروبي في تقريب تكامل الاتحاد الأوروبي] (بالإنجليزية). بالجريف ماكميلان. ISBN:978-0333722527.
- سيمون هيكس; عبد الغفار نوري; جيرارد رولاند (2007). Democratic Politics in the European Parliament (Themes in European Governance) [السياسة الديمقراطية في البرلمان الأوروبي (موضوعات في الحكم الأوروبي)] (بالإنجليزية). كامبريدج: مطبعة جامعة كامبريدج. ISBN:978-0-521-69460-5.
- سيمون هيكس; عبد الغفار نوري; جيرارد رولاند. "Dimensions of politics in the European Parliament" [أبعاد السياسة في البرلمان الأوروبي] (PDF). المجلة الأمريكية للعلوم السياسية (بالإنجليزية). 50 (2): 494–520. DOI:10.1111/j.1540-5907.2006.00198.x. JSTOR:3694286. Archived from the original (PDF) on 2021-03-01.
- غراهام واتسون (2004). EU've Got Mail!: Liberal Letters from the European Parliament [رسالة إلى الاتحاد الأوروبي!: رسائل ليبرالية من البرلمان الأوروبي] (بالإنجليزية). باغوت للنشر. ISBN:978-0-9545745-1-2.
- فابريس سيرودز; ميشيل هاينز (2013). Le Parlement européen [البرلمان الأوروبي] (بالفرنسية). باريس. ISBN:978-2-84368-100-4.{{استشهاد بكتاب}}:  صيانة الاستشهاد: مكان بدون ناشر (link)
- فيليب شميتر (2000). How to Democratize the EU ... and Why Bother? (Governance in Europe) [كيفية إجراء التحول الديمقراطي في الاتحاد الأوروبي ... ولماذا؟ (الحوكمة في أوروبا)] (بالإنجليزية). رومان وليتلفيلد. ISBN:978-0-8476-9905-6.
- كاترين هوسكينز; مايكل نيومان (2000). Democratizing the European Union: Issues for the twenty-first Century (Perspectives on Democratization) [التحول الديمقراطي في الاتحاد الأوروبي: قضايا القرن الحادي والعشرين (وجهات نظر حول التحول الديمقراطي)] (بالإنجليزية). مطبعة جامعة مانشستر. ISBN:978-0-7190-5666-6.
- لوزوي فان دير لان (2003). The Case For a Stronger European Parliament [القضية من أجل برلمان أوروبي أقوى] (بالإنجليزية). لندن: مركز الإصلاح الأوروبي. ISBN:978-1-901229-49-3.
- ميشيل جازولا (2006). "Managing Multilingualism in the European Union: Language Policy Evaluation for the European Parliament" [إدارة التعددية اللغوية في الاتحاد الأوروبي: تقييم سياسة اللغة للبرلمان الأوروبي]. Language Policy (بالإنجليزية). 5 (4): 393–417. DOI:10.1007/s10993-006-9032-5. Archived from the original on 2020-06-04.
- ميكايلا ماير; جينس تينشر (2006). Campaigning in Europe, Campaigning for Europe: Political Parties, Campaigns, Mass Media and the European Parliament Elections 2004 [الحملات في أوروبا، الحملات من أجل أوروبا: الأحزاب السياسية، الحملات، وسائل الإعلام وانتخابات البرلمان الأوروبي 2004] (بالإنجليزية). Lit Verlag. ISBN:978-3-8258-9322-4.

## وصلات خارجية
- الموقع الرسمي
- البرلمان الأوروبي على موقع الموسوعة البريطانية (الإنجليزية)